# جيب رينيجيد
جيب رينيجيد (بالإنجليزية: Jeep Renegade)‏ هي سيارة من تصنيع شركة فيات كرايسلر.
جيب رينيجيد (BU)
يعيد توجيه «جيب رينيجد Jeep Renegade» هنا. تتناول هذه المقالة موضوع سيارة الكروس أوفر التي تم إطلاقها في عام 2014. للاستخدامات الأخرى للاسم، انظر جيب رينيجيد (توضيح).
جيب رينيجيد (BU-520) Jeep Renegade هي سيارة كروس أوفر صغيرة الحجم (دفع رباعي صغيرة في أوروبا) أنتجتها جيب. تم عرض السيارة الرياضية متعددة الاستخدامات كروس أوفر صغيرة الحجم لأول مرة للجمهور في مارس 2014 في معرض جنيف للسيارات وبدأ الإنتاج في أواخر أغسطس من ذلك العام. تأتي طرازات رينيجيد القياسية بنظام الدفع بالعجلات الأمامية. توفر السيارة أنظمة الدفع الرباعي المحرك النشط آي والمحرك النشط لو وكلاهما مقترن بنظام جيب سيليك تيرين.

## نظرة عامة
جيب رينيجيد 1.6 ملتي جيت (ألمانيا)
في وقت من الأوقات، كان يعتقد أن رينيجيد سيحل محل جيب كومباس وجيب باتريوت في تشكيلة جيب. تم إيقاف إنتاج باتريوت بعد طراز العام 2017، ولكن تم إطلاق الجيل الثاني من البوصلة في أوائل عام 2017.
رينيجيد هو أول منتج من منتجات جيب يتم إنتاجه حصرياً خارج أمريكا الشمالية ويتم بيعه في أسواق أمريكا الشمالية وأوروبا والبرازيل وجنوب إفريقيا وأستراليا واليابانية والصينية. السيارة مصنوعة في ملفي بإيطاليا (جنبا إلى جنب مع فيات 500 إكس) غويانيا، البرازيل (إلى جانب جيب كومباس وفيات تورو) وفي قوانغتشو، الصين.
تأتي طرازات رينيجيد القياسية بالدفع بالعجلات الأمامية، مع نظام الدفع الرباعي المتوفر في الطرازات سبورت ولاتيتود وليميتد في الولايات المتحدة، تتكون التشكيلة من طرازات سبورت ولاتيتود وليميتد، وكلها تأتي مع خيار الدفع بالعجلات الأمامية والدفع الرباعي، بالإضافة إلى طراز تريل هوك، وهو دفع رباعي فقط.
يتميز رينيجيد بسقف ماي سكاي  مزدوج قابل للإزالة. يمكن سحب ماي سكاي مثل فتحة السقف القياسية أو إزالتها بالكامل للاستمتاع بتجربة أكثر في الهواء الطلق، على غرار تجربة جيب رانجل.

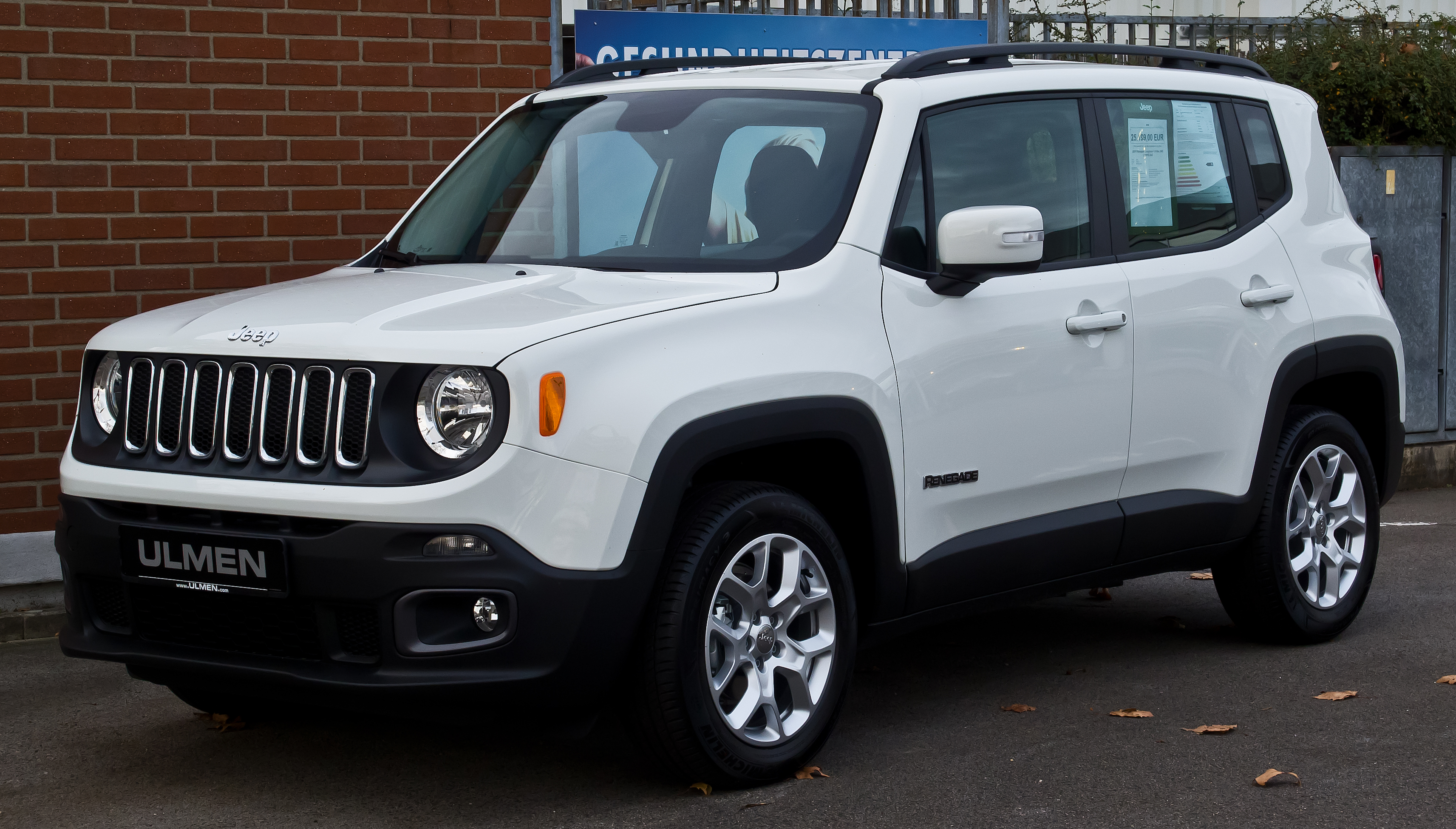
رينيجيد 1.6 مولتي جيت (2014) (ألمانيا)

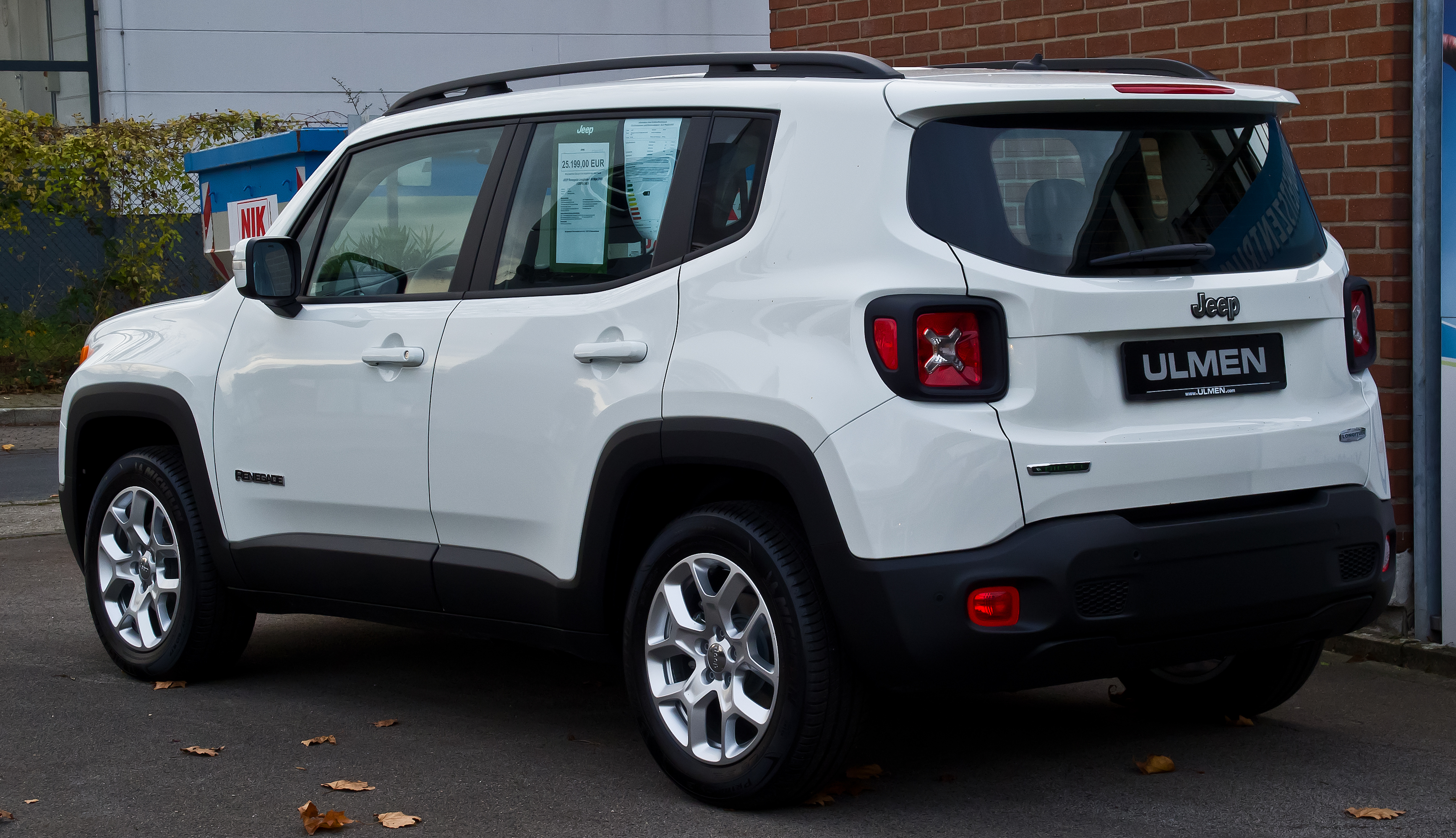
رينيجيد 1.6 مولتي جيت (2014) (ألمانيا)

## مستويات القطع
في أمريكا الشمالية، يتم بيع رينيجيد في مستويات القطع الرياضية، وليميتد تريل هوك لاتيتود:

### رياضية
يشتمل الطراز الرياضي الأساسي على محرك 1.4 لتر متعدد الأسطوانات بشاحن توربيني (I4) أو محرك 2.4 لتر متعدد الخطوط 4، ناقل حركة يدوي بست سرعات أو ناقل حركة أوتوماتيكي 9 سرعات، عجلات فولاذية ذات لون أسود 16 بوصة، وشبكة أمامية باللون الأسود، ومرايا جانبية سوداء ومقابض أبواب، وستيريو يوكونيكت 3.0 إي إم وإف إم، مع يو أس بي، وآي بود، ومآخذ إدخال الصوت الإضافية 3.5 ملم وأربعة مكبرات صوت، وسخان، وتكييف هواء مزدوج، وأسطح مقاعد من القماش، وشاشة عرض مجموعة العدادات أحادية اللون مقاس 3.5 بوصة، ودخول بدون مفتاح عن بعد مع أقفال أبواب كهربائية، والمزيد.
تضيف باور اند اير جروب تكييف الهواء ونوافذ الطاقة. تضيف مجموعة الصوت استريو يوكونيكت 5.0 بي تي أي إم إف إم مع يو أس بي، وآي بود، ومآخذ إدخال الصوت الإضافية مقاس 3.5 ملم مع شاشة ملونة تعمل باللمس مقاس 5 بوصات وأمر صوتي وهاتف يوكونيكت بدون استخدام اليدين ودفق صوت لاسلكي ستيريو، وستة مكبرات صوت.

### لاتيتود
يشتمل طراز لاتيتود ذو المستوى المتوسط على المعدات الرياضية القياسية، بالإضافة إلى عجلات من السبائك المعدنية المحركة باللون الأسود مقاس 17 بوصة، ومرايا جانبية خارجية ومقابض أبواب، وجهاز استريو يوكونيكت 5.0 بي تي مع يو أس بي وآي بود و3.5 ملم إضافي مقابس إدخال الصوت مع شاشة ملونة تعمل باللمس مقاس 5 بوصات، وأمر صوتي، وهاتف يعمل بتقنية البلوتوث بدون استخدام اليدين من يوكونيكت، وبث صوتي لاسلكي ستريو وستة مكبرات صوت، ونوافذ كهربائية، ومكيف هواء، والمزيد.
تتوفر ألواح السقف ماي سكاي «فتحة السقف» القابلة للإزالة، سواء القابلة للإزالة يدويا أو القابلة للسحب الكهربائي، في هذا الطراز والطرازات المتطورة. في أوروبا، هذا يسمى خط الطول.

### محدودة
يشتمل الطراز المحدود على أعلى مستوى من المعدات القياسية في لاتيتود، بالإضافة إلى محرك تايغر شارك إن لاين رباعي الأسطوانات (I4) سعة 2.4 لتر، وناقل حركة أوتوماتيكي تسع سرعات، وأسطح جلوس جلدية، وشبكة أمامية مطلية باللون الفضي، وجانب من الكروم مرايا ومقابض أبواب والمزيد. تتوفر لوحات «فتحة السقف» القابلة للإزالة من ماي سكاي، سواء القابلة للإزالة يدوياً أو القابلة للسحب بالطاقة، في هذا الطراز، وطراز لاتيتود، والطرازات المتطورة.

### تريل هوك
يشتمل طراز تريل هوك الجاهز للطرق الوعرة على معدات لاتيتود القياسية، بالإضافة إلى محرك تايغر شارك إن لاين رباعي الأسطوانات (I4) سعة 2.4 لتر (2.0 لتر مولتيجيت 2 فقط لأوروبا) ناقل حركة أوتوماتيكي تسع سرعات، خطافات جر أمامية باللون الأحمر، نظام تعليق للطرق الوعرة مع ألواح انزلاقية سفلية وداخلية متينة والمزيد. تتوفر لوحات «فتحة السقف» القابلة للإزالة من ماي سكاي، سواء القابلة للإزالة يدوياً أو القابلة للسحب بالطاقة، في هذا الطراز، وطراز لاتيتود، والطرازات المتطورة.
طرازات تريل هوك «تريل ريتد» وتتميز بنظام الدفع الرباعي النشط أكتيف درايف لو من جيب ومجموعة رفع 20 مم (0.79 بوصة). كما أنها تتميز بعجلات من الألومنيوم مقاس 17 بوصة (430 مم) وألواح انزلاقية وواجهات أمامية وخلفية فريدة مقارنة بطرازات رينيجيد القياسية. مثل جيب شيروكي تريل هوك، تتميز سيارة رينيجيد تريل هوك بخطافات جر أمامية وخلفية حمراء، وشارة تريل ريتد 4X4 '' حمراء على الرفارف العلوية الأمامية، وملصق فينيل أسود في وسط غطاء المحرك، وعجلات معدنية مع لمسات مطلية باللون الأسود. يؤكد طراز تريل هوك على قدرات رينيجيد على الطرق الوعرة، وهو مخصص للسائقين المتحمسين للطرق الوعرة.
تتيح لك ميزة التحكم في الجر جيب سيليك ترين اختيار أي من الأوضاع التالية في إصدار 4X4 تريل هوك: أوتو أو سنو أو ساند أو مود أو روك.

### ميزات اختيارية
توفر جميع الطرز بخلاف الطراز الرياضي الأساسي ميزات اختيارية مثل الإدخال السلبي مع بدء التشغيل بضغطة زر ونظام بدء التشغيل عن بُعد وستيريو يوكونيكت إي إن 6.5 مع راديو إتش دي إي إم وإف إم، و يو أس بي وآي بود ومقابس إدخال الصوت الإضافية مقاس 3.5 ملم، وراديو سيريس إكس إم للأقمار الصناعية، وأمر صوتي، ويوكونيكت أكسيس، وتطبيقات مع هاتف بلوتوث بدون استخدام اليدين وتدفق صوتي لاسلكي، ونظام تحديد المواقع العالمي من جارمين، وشاشة تعمل باللمس مقاس 6.5 بوصة، وأجهزة تحكم عن بعد مثبتة على عجلة القيادة، وتسعة تضخيم متميز مكبرات صوت مزودة بمضخم صوت، وراديو ساتلي سيريس إكس إم، ومقاعد أمامية كهربائية، ونظام لوحة السقف القابل للسحب ماي سكاي (قابل للإزالة يدوياً أو قابل للسحب كهربائياً) ومقاعد أمامية مزدوجة مدفأة، وأكثر من ذلك.

## مجموعة نقل الحركة
يتم تشغيل جميع طرازات رينيجيد بمحركات 3 أو 4 أسطوانات، يتم الحصول عليها من شركتي فيات وكرايسلر حسب السوق.
| العام                   | المحرك                                                                        | القوة - الطاقة | ناقل الحركة                         | الصناعة                                  |
| ----------------------- | ----------------------------------------------------------------------------- | --- | ----------------------------------- | ---------------------------------------- |
| 2018 - حتى الوقت الحالي | ف.س.أ 1.0 لتر13 ج.س.ي مولتيإير 3 تيربو                                        | 088 كيلو واط (118 حصان، 120 حصان) | 6 سرعات فيات سي 630 يدوي            | أوروبا                                   |
| 2018 - حتى الوقت الحالي | ف.س.أ 1.3 لتر14 ج.س.ي مولتيإير 3 تيربو                                        | 110 كيلو واط (148 حصان، 150 حصان) | 6 سرعات فيات سي 635 دبل كلتش        | أوروبا - اليابان                         |
| 2018 - حتى الوقت الحالي | ف.س.أ 1.3 لتر14 ج.س.ي مولتيإير 3 تيربو                                        | 132 كيلو واط (177 حصان، 179 حصان) | 9 سرعات كرايسلر 948 تي إي أوتوماتيك | أوروبا - اليابان - الولايات المتحدة      |
| 2021 - حتى الوقت الحالي | ف.س.أ 1.3 لتر14 ج.س.ي مولتيإير 3 تيربو ف.س.أ ي.موتور بلوغ إن هايبرد إلكترونيك | 095.6 كيلو واط (128 حصان، 130 حصان) (محرك) 045.0 كيلو واط (060 حصان، 061 حصان) (محرك كهربائي) 139.7 كيلو واط (187 حصان، 190 حصان) (مجمع) | 6 سرعات أوتوماتيك                   | أوروبا - اليابان - الولايات المتحدة      |
| 2021 - حتى الوقت الحالي | ف.س.أ 1.3 لتر14 ج.س.ي مولتيإير 3 تيربو ف.س.أ ي.موتور بلوغ إن هايبرد إلكترونيك | 132.4 كيلو واط (178 حصان، 180 حصان) (محرك) 045.0 كيلو واط (060 حصان، 061 حصان) (محرك كهربائي) 176.5 كيلو واط (237 حصان، 240 حصان) (مدمج) | 6 سرعات أوتوماتيك                   | أوروبا - اليابان - الولايات المتحدة      |
| 2014 - 2018             | فيات 1.4 لتر 14 فير مولتيإير 2 تيربو                                          | 103 كيلو واط (138 حصان، 140 حصان) | 6 سرعات فيات سي 635 يدوي            | أوروبا - اليابان - أستراليا              |
| 2015 - 2018             | فيات 1.4 لتر 14 فير مولتيإير 2 تيربو                                          | 125 كيلو واط (168 حصان، 170 حصان) | 9 سرعات كرايسلر 948 تي إي أوتوماتيك | أوروبا - اليابان - أستراليا              |
| 2014 - 2018             | فيات 1.4 لتر 14 فير مولتيإير تيربو                                            | 119 كيلو واط (160 حصان، 162 حصان) | 6 سرعات فيات سي 630 يدوي            | أمريكا الشمالية - أمريكا اللاتينية       |
| 2016 - حتى الوقت الحالي | فيات 1.4 لتر 14 فير تيربو                                                     | 110 كيلو واط (148 حصان، 150 حصان) | 7 سرعات فيات سي 725 دبل كلتش        | الصين                                    |
| 2017 - 2018             | فيات 1.4 لتر 14 فير تيربو ل.ب.ج                                               | 088 كيلو واط (118 حصان، 120 حصان) | 6 سرعات يدوي                        |                                          |
| 2016 - حتى الوقت الحالي | كرايسلر 2.0 لتر 14 تايغر شارك                                                 | 114 كيلو واط (153 حصان، 155 حصان) | 9 سرعات كرايسلر 948 تي إي أوتوماتيك | الصين                                    |
| 2014 - حتى الوقت الحالي | كرايسلر 2.4 لتر 14 تايغر شارك ملتيإير 2                                       | 134 كيلو واط (180 حصان، 182 حصان) | 9 سرعات كرايسلر 948 تي إي أوتوماتيك | أمريكا الشمالية\اللاتينية - الشرق الأوسط |
| 2015 - حتى الوقت الحالي | كرايسلر 2.4 لتر 14 تايغر شارك ملتيإير 2                                       | 129 كيلو واط (173 حصان، 175 حصان) | 9 سرعات كرايسلر 948 تي إي أوتوماتيك | اليابان - أستراليا                       |
| 2015 - 2018             | فيات 1.6 لتر 14 إي تورك                                                       | 081 كيلو واط (109 حصان، 110 حصان) | 5 سرعات فيات سي 510 يدوي            | أوروبا - أستراليا                        |
| 2015 - حتى الوقت الحالي | فيات 1.6 لتر 14 إي تورك فليكس                                                 | 097 كيلو واط (130 حصان، 132 حصان) | 5 سرعات فيات سي 510 يدوي            | أمريكا اللاتينية                         |
| 2015 - حتى الوقت الحالي | فيات 1.8 لتر 14 إي تورك فليكس                                                 | 097 كيلو واط (130 حصان، 132 حصان) | 6 سرعات إيسين أوتوماتيك             | أمريكا اللاتينية                         |
| 2017 - 2018             | فيات 1.6 لتر 14 ملتيجيت 2                                                     | 070 كيلو واط (094 حصان، 095 حصان) | 6 سرعات يدوي                        | إيطاليا                                  |
| 2014 - حتى الوقت الحالي | فيات 1.6 لتر 14 ملتيجيت 2                                                     | 088 كيلو واط (118 حصان، 120 حصان) | 6 سرعات فيات سي 635 يدوي            | أوروبا                                   |
| 2017 - حتى الوقت الحالي | فيات 1.6 لتر 14 ملتيجيت 2                                                     | 088 كيلو واط (118 حصان، 120 حصان) | 6 سرعات فيات سي 635 دبل كلتش        | أوروبا                                   |
| 2015 - 2018             | فيات 2.0 لتر 14 ملتيجيت 2                                                     | 088 كيلو واط (118 حصان، 120 حصان) | 6 سرعات فيات سي 635 يدوي            | إيطاليا                                  |
| 2014 - حتى الوقت الحالي | فيات 2.0 لتر 14 ملتيجيت 2                                                     | 103 كيلو واط (138 حصان، 140 حصان) | 6 سرعات فيات سي 635 يدوي            | أوروبا - البرازيل                        |
| 2014 - حتى الوقت الحالي | فيات 2.0 لتر 14 ملتيجيت 2                                                     | 125 كيلو واط (168 حصان، 170 حصان) | 9 سرعات كرايسلر 948 تي إي أوتوماتيك | أوروبا - البرازيل                        |

## الميزات الداخلية
يوفر رينيجد أسطح جلوس من القماش أو الجلد. إنه يوفر مقاعد لخمسة ركاب، مع مقعد خلفي قابل للطي بنسبة 40/20/40، ومقعد الراكب الأمامي القابل للطي لمزيد من سعة الشحن.
في أمريكا الشمالية، يوفر راديو يوكونيكت 5.0 بي تي قياسيا مع راديو  إي إم وإف إم، وراديو القمر الصناعي سيريس إكس إم وأمراً صوتياً وواجهة شاشة تعمل باللمس مشتقة من مايكروسفت ومدخلات يو أس بي وآي بود، بالإضافة إلى صوت مساعد 3.5 ملم  جاك المدخلات.
سيكون يوكونيكت فون قياسياً أيضاً. ستكون الكاميرا الاحتياطية للرؤية الخلفية اختيارية.
سيكون الراديو الاختياري هو راديو يوكونيكت 6.0، الذي يوفر جميع ميزات راديو يوكونيكت 5.0 بي تي، مع إضافة واجهة شاشة تعمل باللمس مصممة بواسطة بلاك بيري (إصدار أصغر من أجهزة الراديو يوكونيكت 8.4 أي و8.4 إي إن) وقدرات نظام الملاحة بواسطة  جارمين.

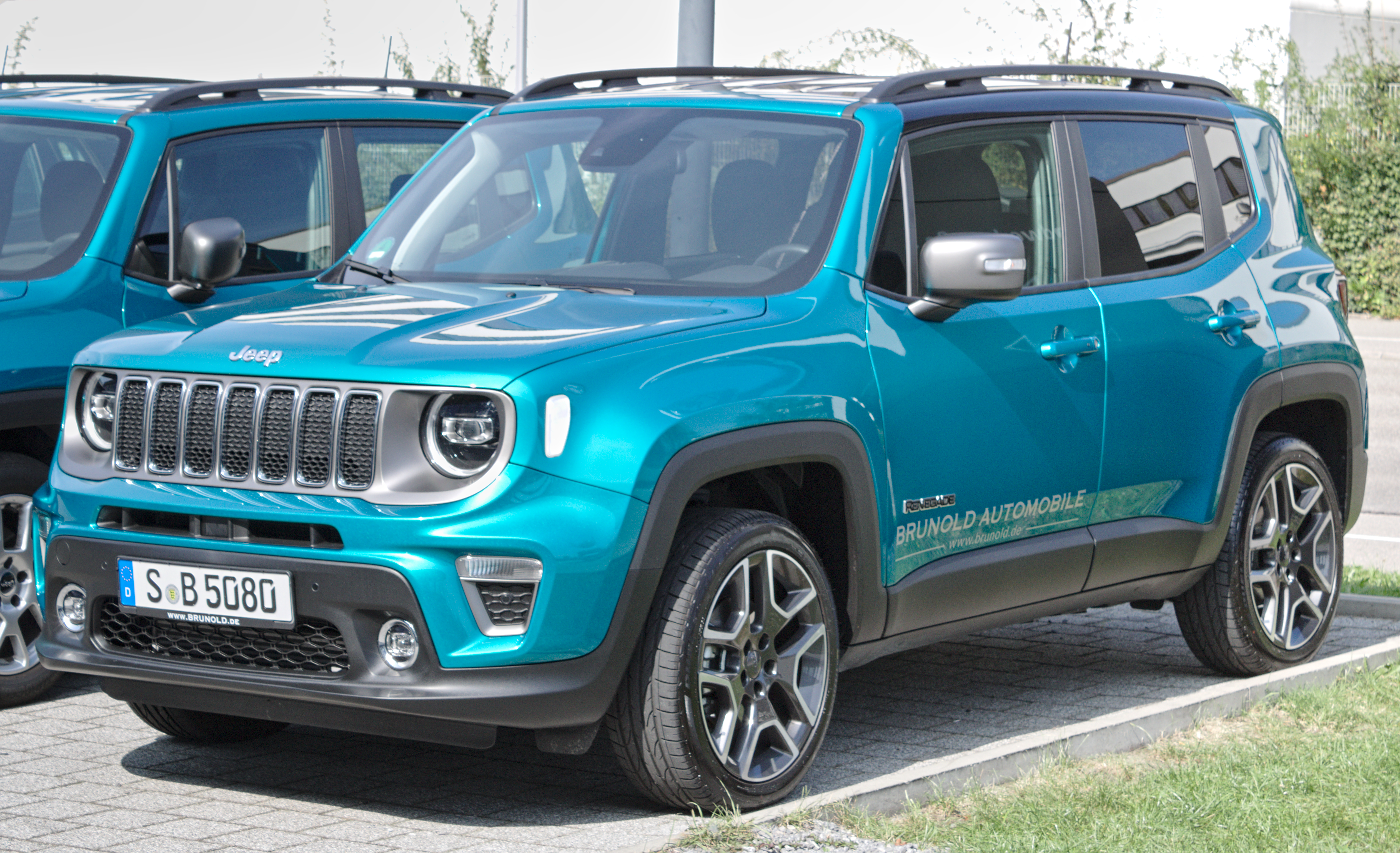
رينيجيد (2019)

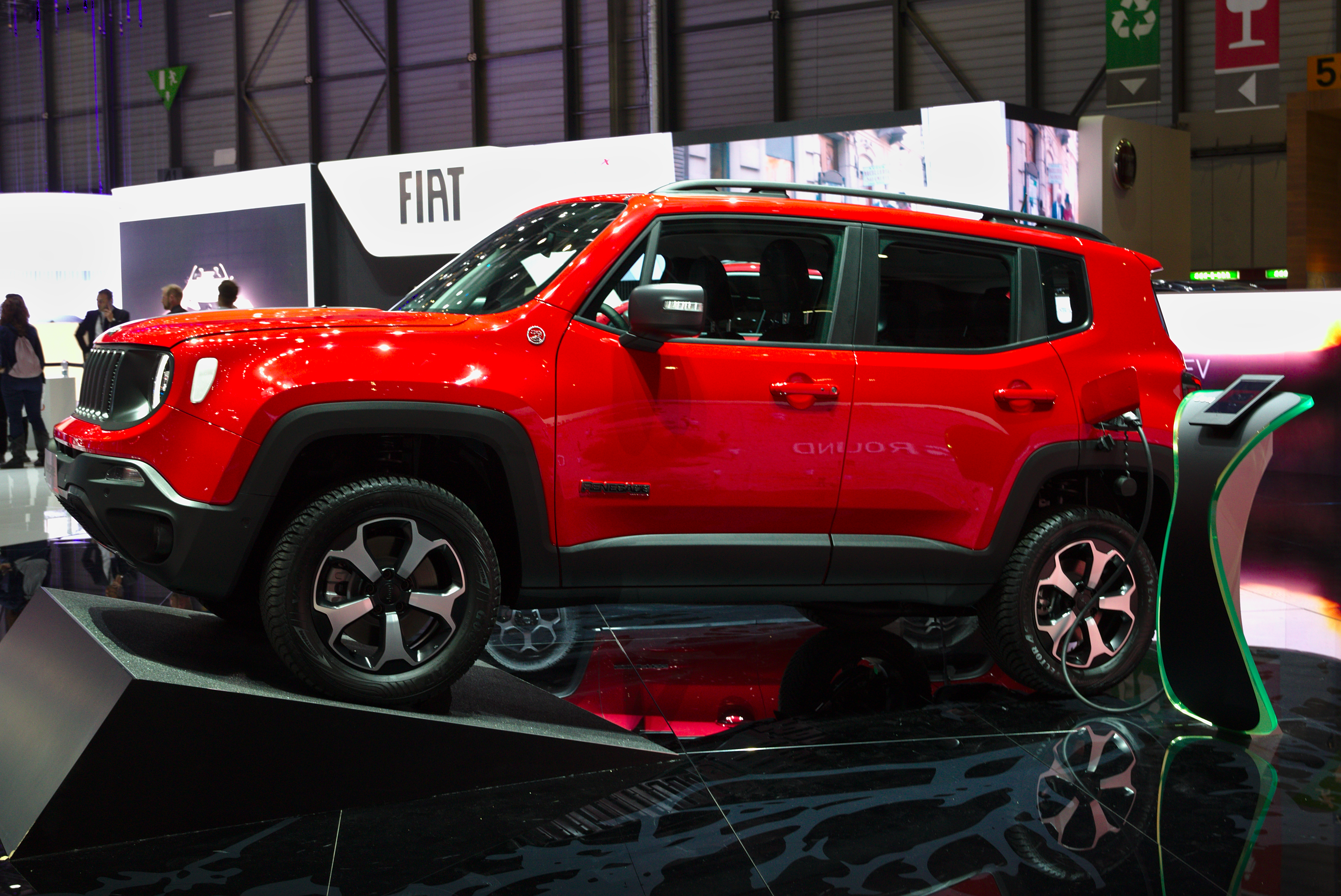
رينيجيد (2019)

## شد الواجهة

### 2019 موديل العام
في يونيو 2018، تم تحديث رينيجد ببعض اللمسات الجمالية الطفيفة: فقد تم إعادة تصميم المصدات الأمامية والخلفية، واعتماد مصابيح أمامية إل إي دي جديدة (نفس المصابيح المستخدمة في رانجلر)، والشبكة الأمامية أكبر.
تمت ترقية نظام المعلومات والترفيه بمعالج جديد أكثر حداثة وشاشة أكثر سخاءً تتراوح من 7 «حتى 8.4» في إصدار الملاح. جميع الشاشات متعددة اللمس والقوائم القابلة للتخصيص توفر أيضاً إمكانية ضبط تكييف الهواء. تم تقديم التوافق مع أبل كار بلاي وأندرويد أوتو.
يحتوي إصدار لونغيتود الآن أيضاً على مقبس يو أس بي في الجزء الخلفي من مسند الذراع المخصص للركاب الجالسين في المقاعد الخلفية. قدمت النسخة الأوروبية محركات البنزين الجديدة لعائلة محرك عالمي صغير (فيرفلاي)، التي تنتجها مجموعة نقل الحركة (ف.س.أي بولندا بورترين) في بيلسكو بيالا (بولندا) في نسختين: 1.0 لتر توربو 3 أسطوانات 120 حصان مع الحقن المباشر ونظام ملتيير ومرشح جي بي إف، و1.3 لتر تيربو ملتيير مع الحقن المباشر وفلتر جي بي إف 110 كيلو واط (148 حصان، 150 حصان) و132 كيلو واط (177 حصان، 179 حصان).
يتوفر المحرك سعة 1.0 لتر مع ناقل حركة يدوي بخمس سرعات ودفع أمامي، و1.3 لتر مع ناقل حركة يدوي بـ 6 سرعات، وقابض مزدوج أوتوماتيكي بست سرعات أو ناقل حركة أوتوماتيكي ZF بـ 9 سرعات مع دفع أمامي أو رباعي. قدمت محركات الديزل نظام إس سي آر وتمت الموافقة على يورو 6 دي تيمب.
في سبتمبر 2018، تم الكشف عن رينيجد المحسنة لسوق أمريكا الشمالية (م.واي 2019) والتي قدمت محرك 1.3 تيربو ملتيير بقوة 132 كيلو واط (177 حصان، 179 حصاناً) كبديل لـ 1.4 لتر فير تيربو ملتيير، في حين أن 2.4 لتر  يظل محرك تايغر شارم متاحاً. نموذج أمريكا الشمالية له نفس التغييرات المطبقة على النموذج الأوروبي.
في أكتوبر 2018، تم تقديم النسخة المحدثة لسوق أمريكا الجنوبية التي أنتجتها إف سي أي جيويانا (بيرنامبوكو) في البرازيل وتقدم فقط تحديثات جمالية مع اعتماد جميع إصدارات مصدات تريل هوك؛ المصابيح الأمامية والخلفية لا تزال من الطراز السابق. محركات سوق أمريكا الجنوبية هي 1.8 لتر من البنزين تورك إيفو و2.0 لتر ديزل مولتيجيت.

## المبيعات
| السنة | الولايات المتحدة | كندا  | البرازيل | الأمم المتحدة | الصين  | الأرجنتين | المكسيك | روسيا | أستراليا | تركيا | أوروبا | باقي دول العالم |
| ----- | ---------------- | ----- | -------- | ------------- | ------ | --------- | ------- | ----- | -------- | ----- | ------ | --------------- |
| 2014  | —                | —     |          | 9.568         |        |           |         |       |          | 723   | 7.768  |                 |
| 2015  | 60.946           | 2.261 | 39.187   | 6.334         |        |           |         |       | 291      | 2,191 | 53.940 | 158.351         |
| 2016  | 106.606          | 2.629 | 51.567   | 11,099        | 26.294 | 2,746     |         | 185   | 1.051    | 1.737 | 76.203 | 158.351         |
| 2017  | 103.434          | 3.015 | 31.566   | 3,041         | 24.796 | 6,463     | 3,486   | 252   | 574      | 1.158 | 72.578 | 158.351         |
| 2018  | 97.062           | 1.193 | 46.344   |               | 17,232 | 11,035    | 3,024   |       |          | 1.641 | 72.457 | 158.351         |
| 2019  | 76.886           | 664   | 68.726   |               | 5.640  | 7,000     | 2,513   |       |          | 52    | 78.842 | 158.351         |
|       |                  |       |          |               |        |           |         |       |          |       |        | 158.351         |

## المعرض

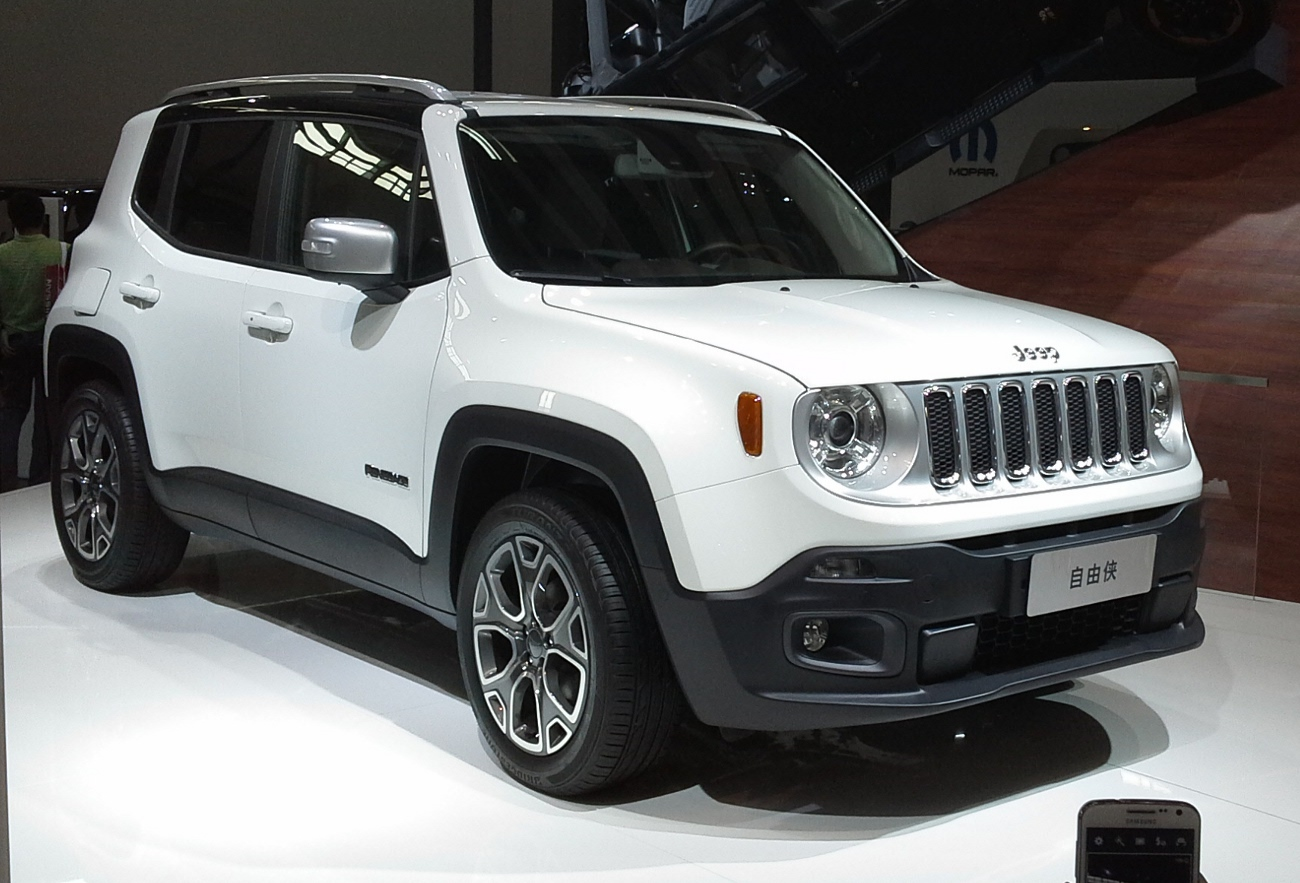
جيب رينيجيد 2014
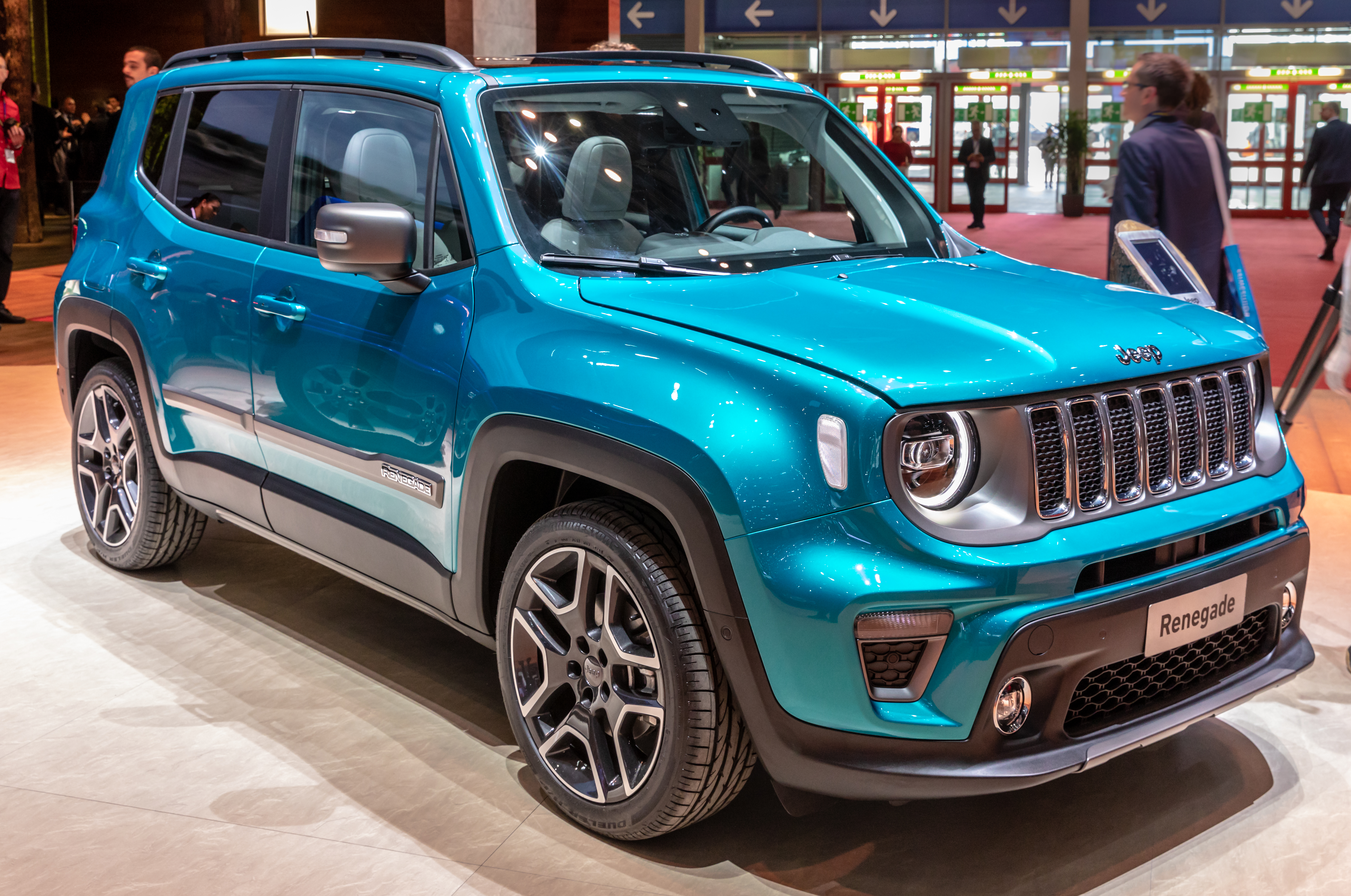
جيب رينيجيد لي دراند 2019
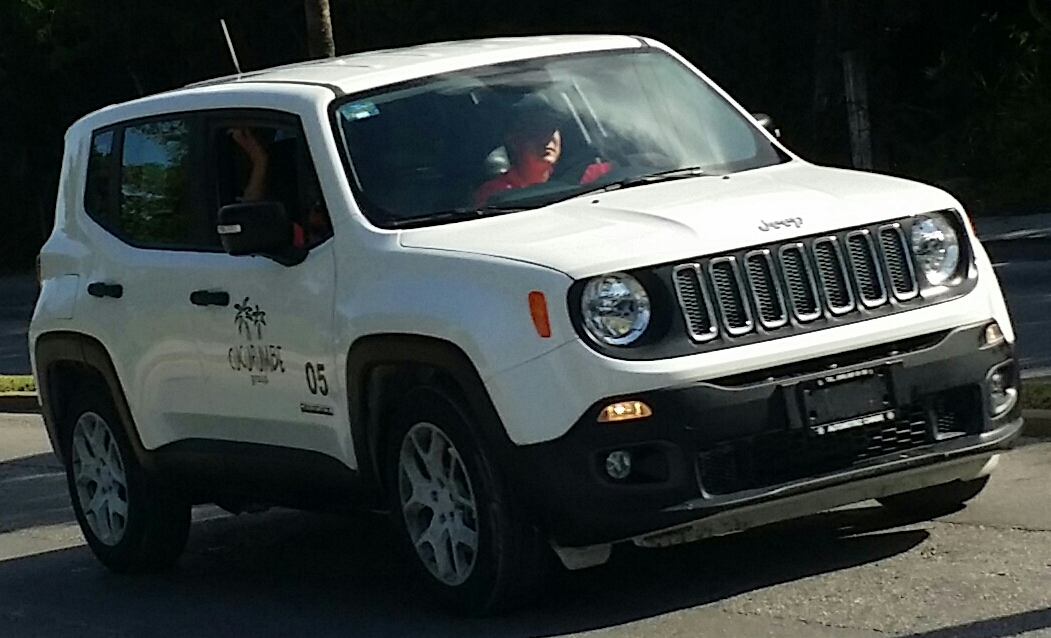
جيب رينيجيد أوكومبي 2014
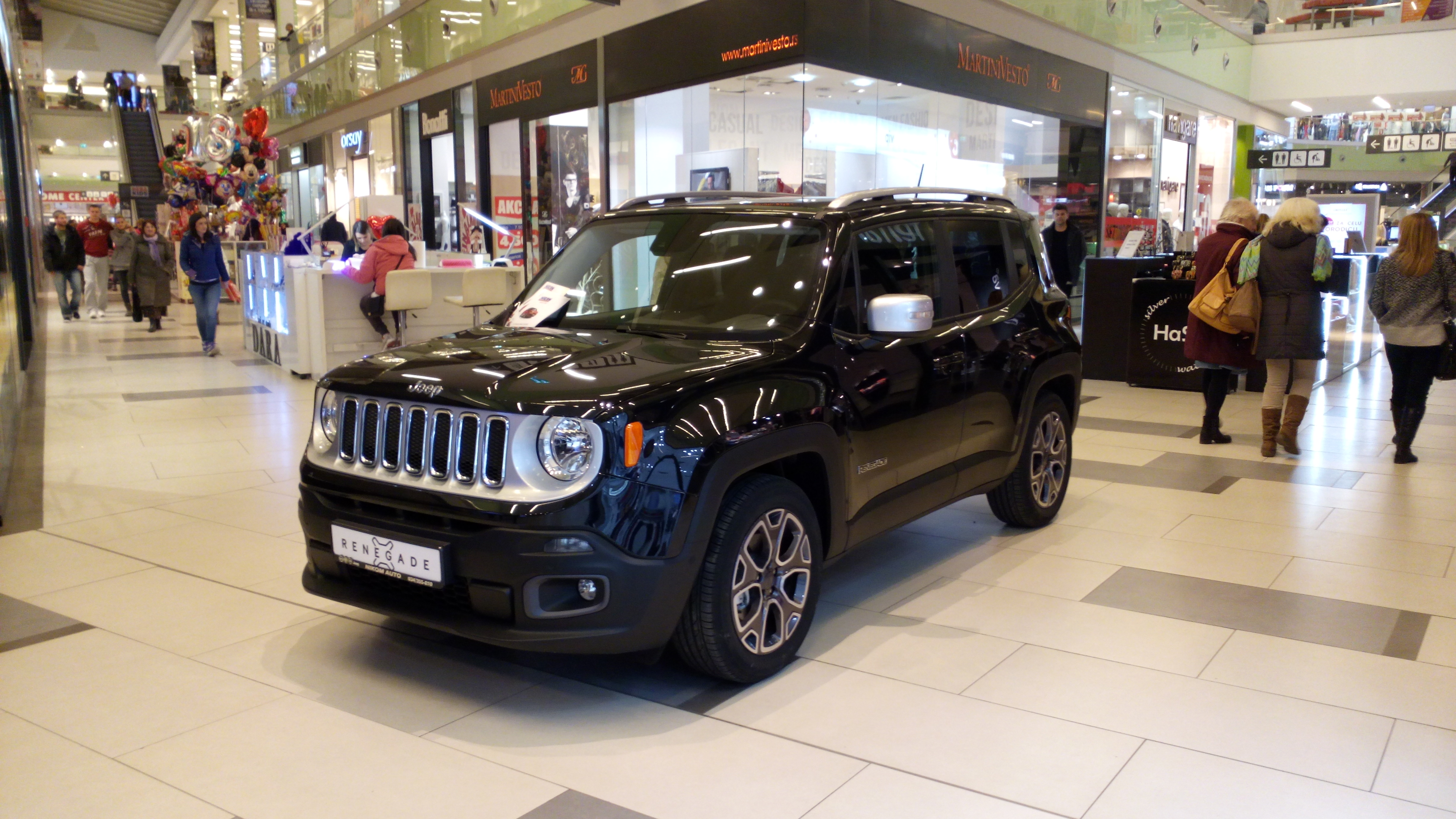
جيب رينيجيد اف 2019
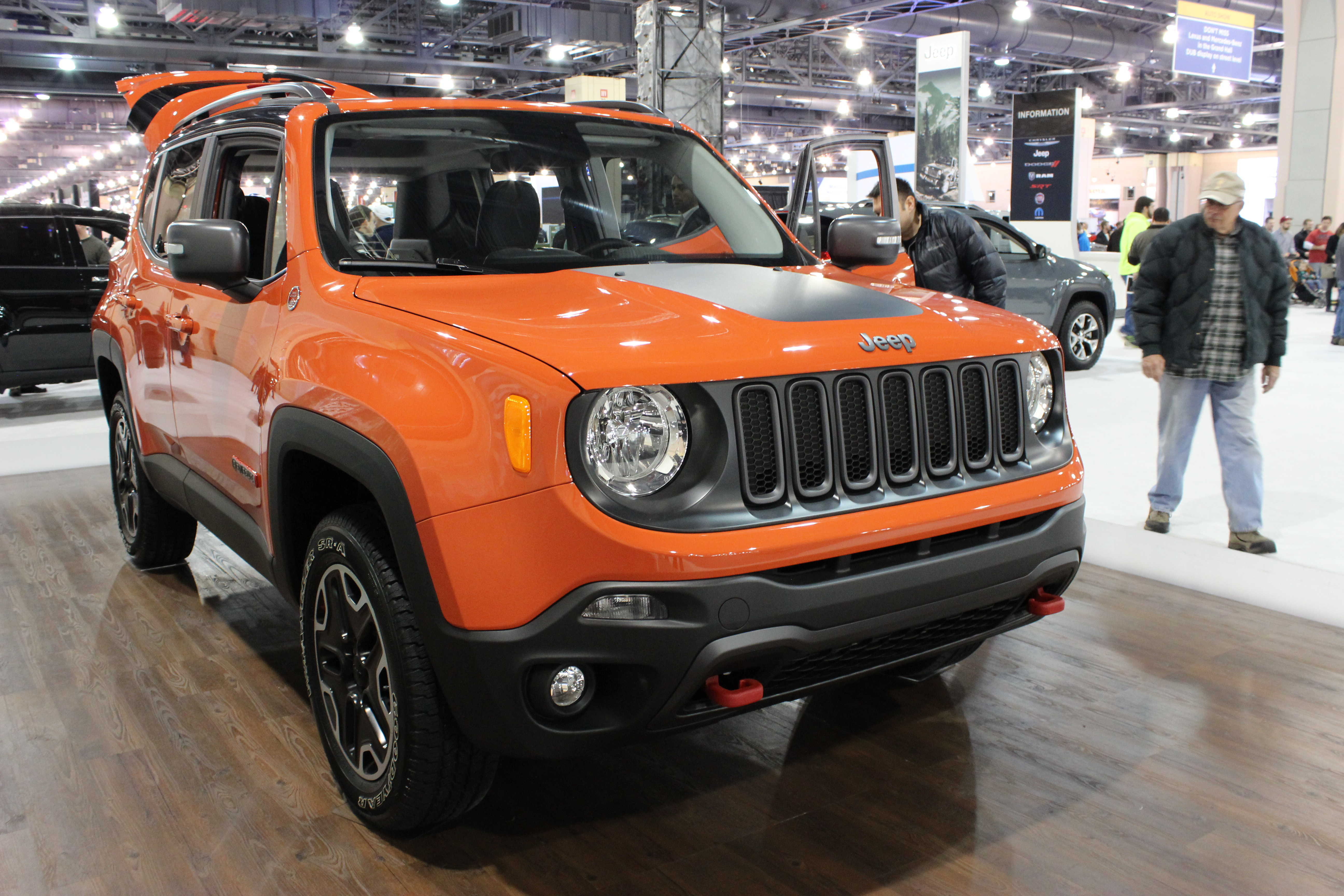
جيب رينيجيد
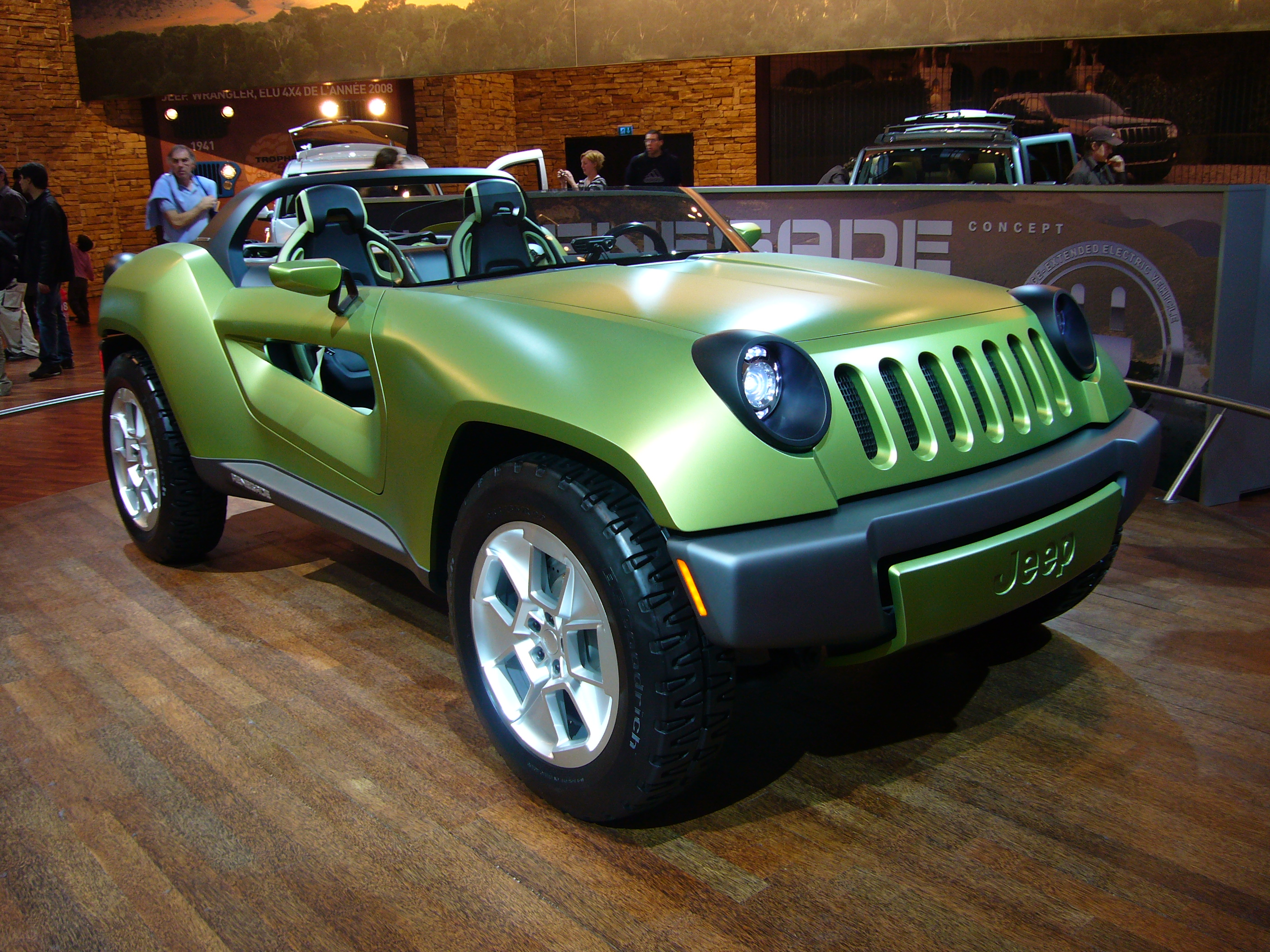
جيب رينيجيد
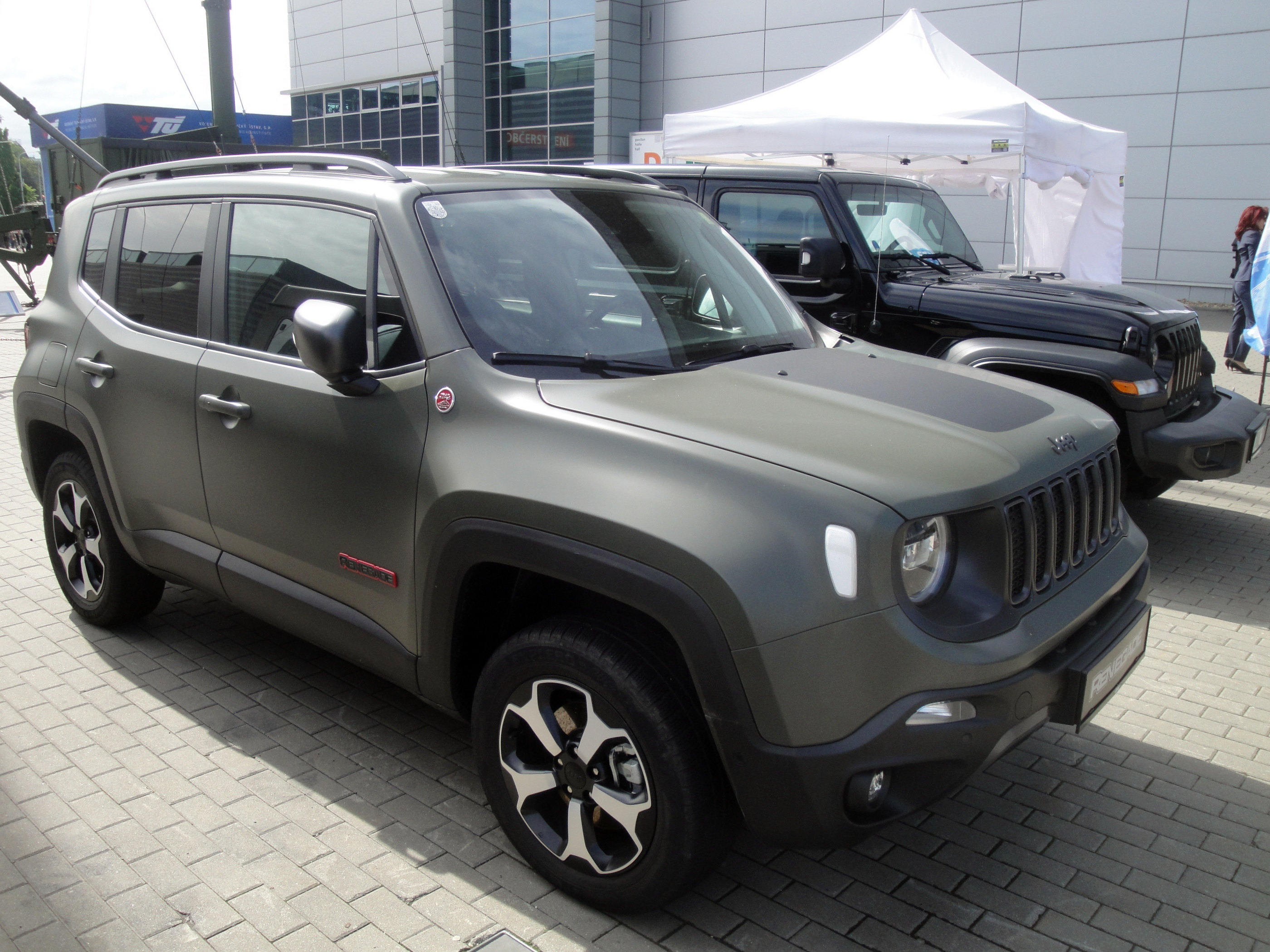
جيب رينيجيد
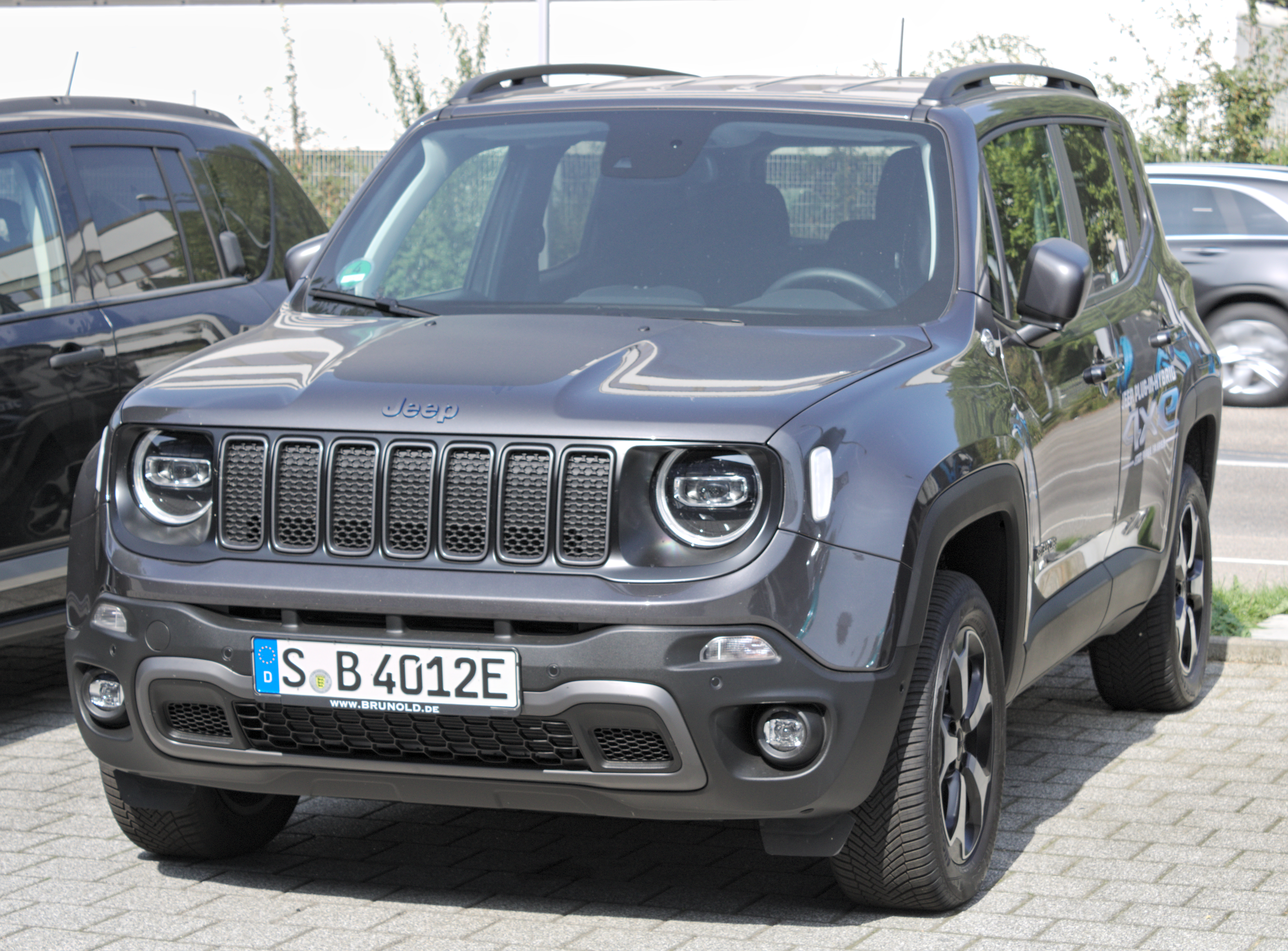
جيب رينيجيد اي ام جي
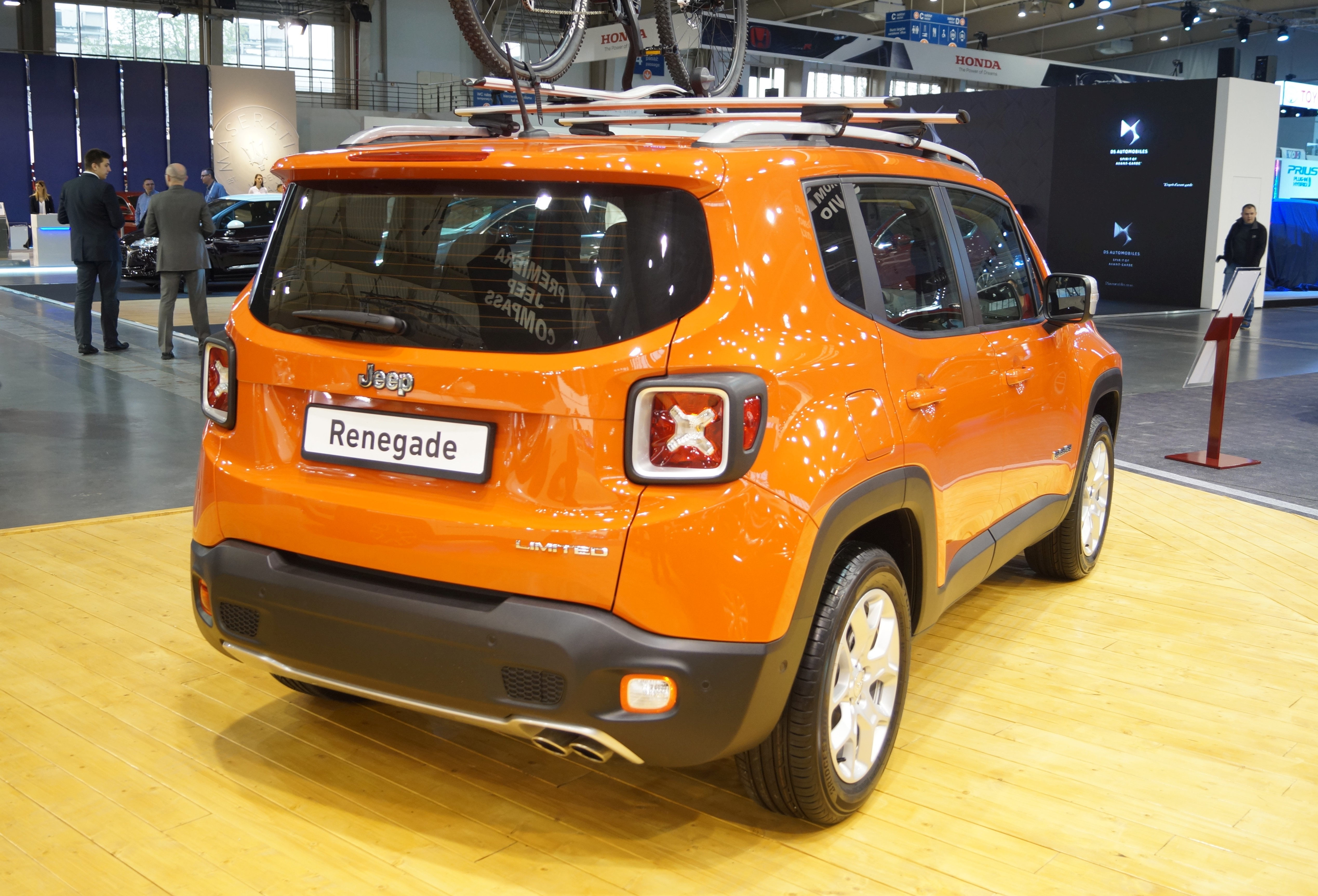
جيب رينيجيد 2018
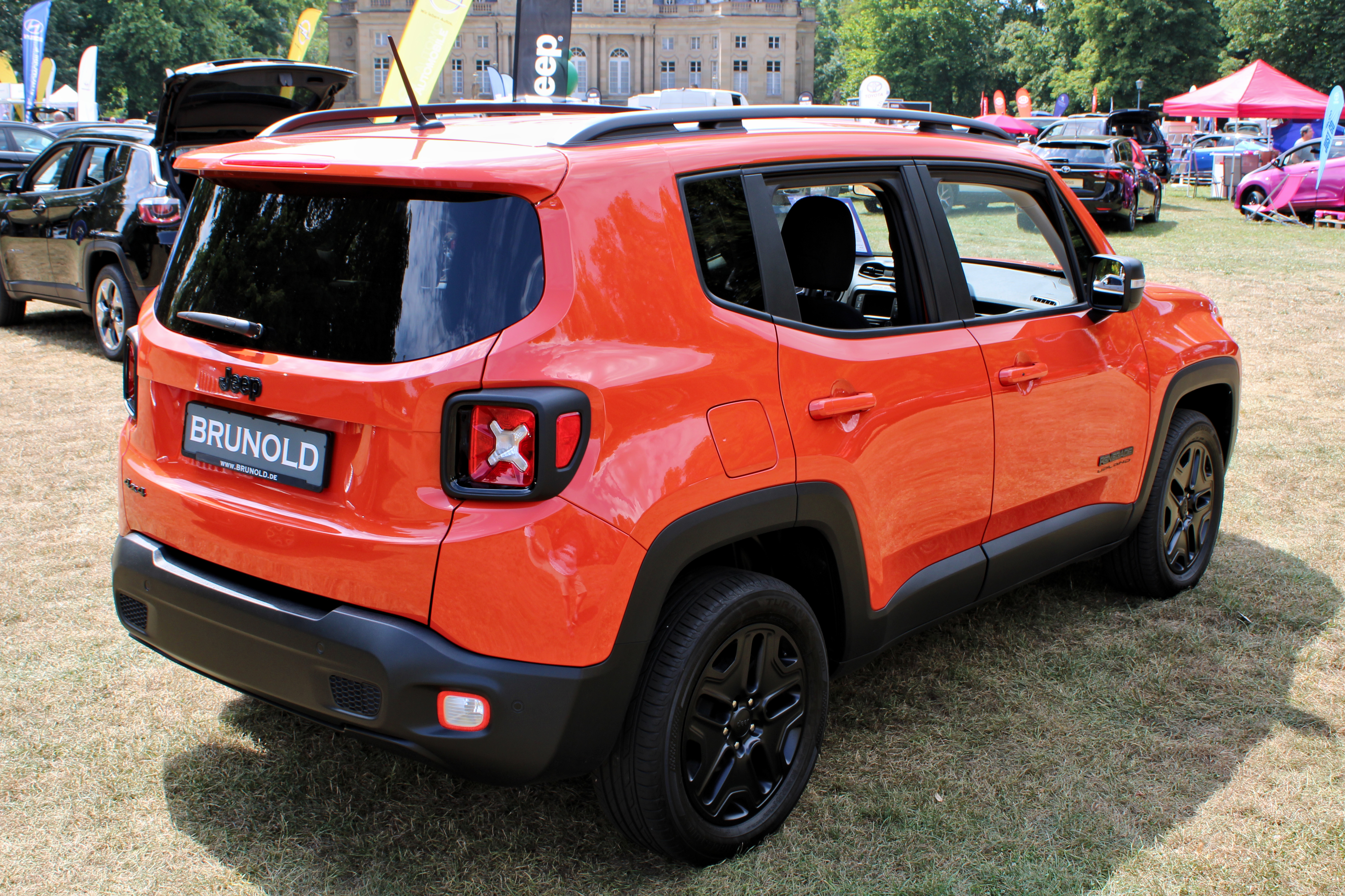
جيب رينيجيد 2018
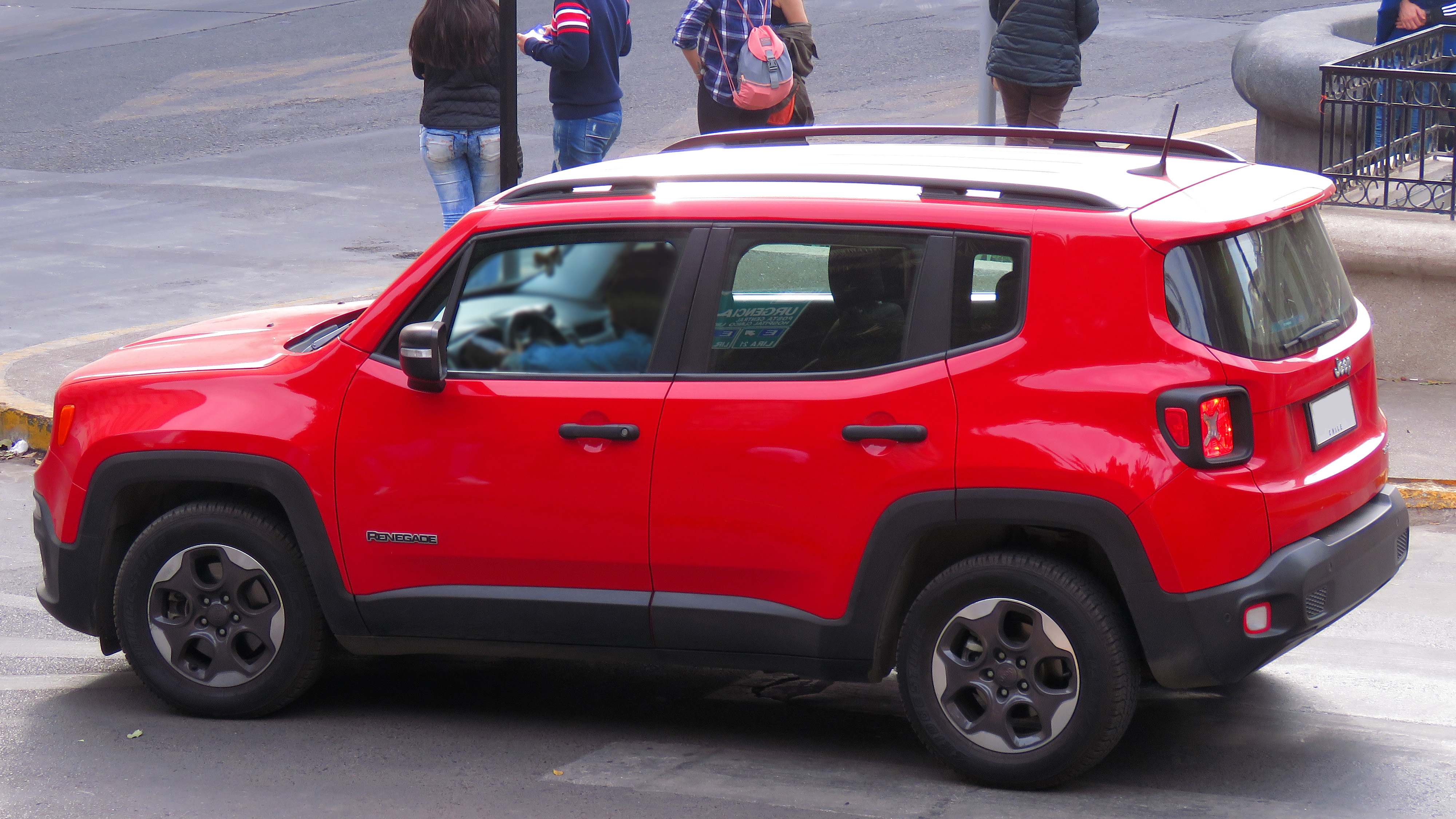
جيب رينيجيد 2017
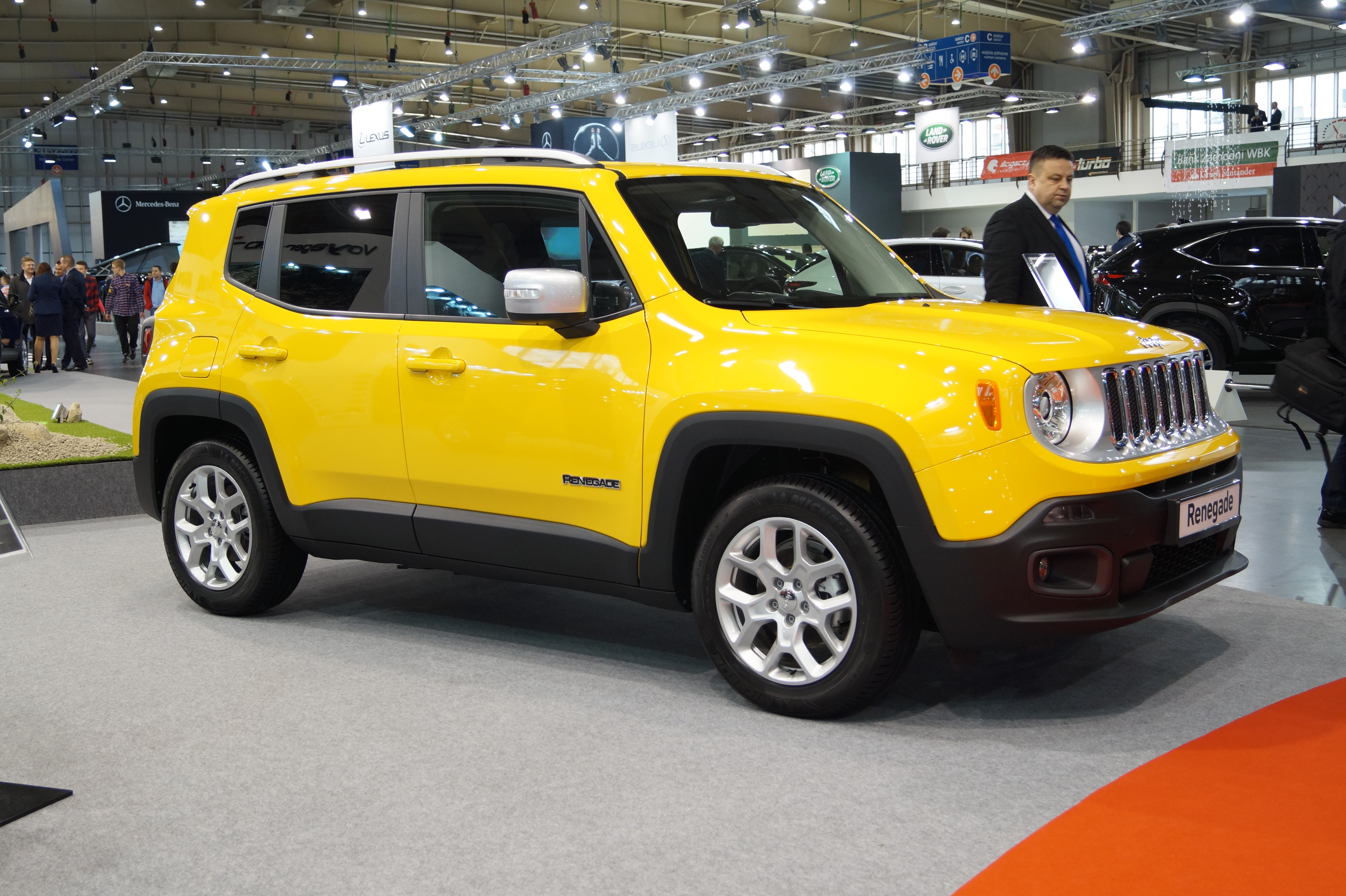
جيب رينيجيد
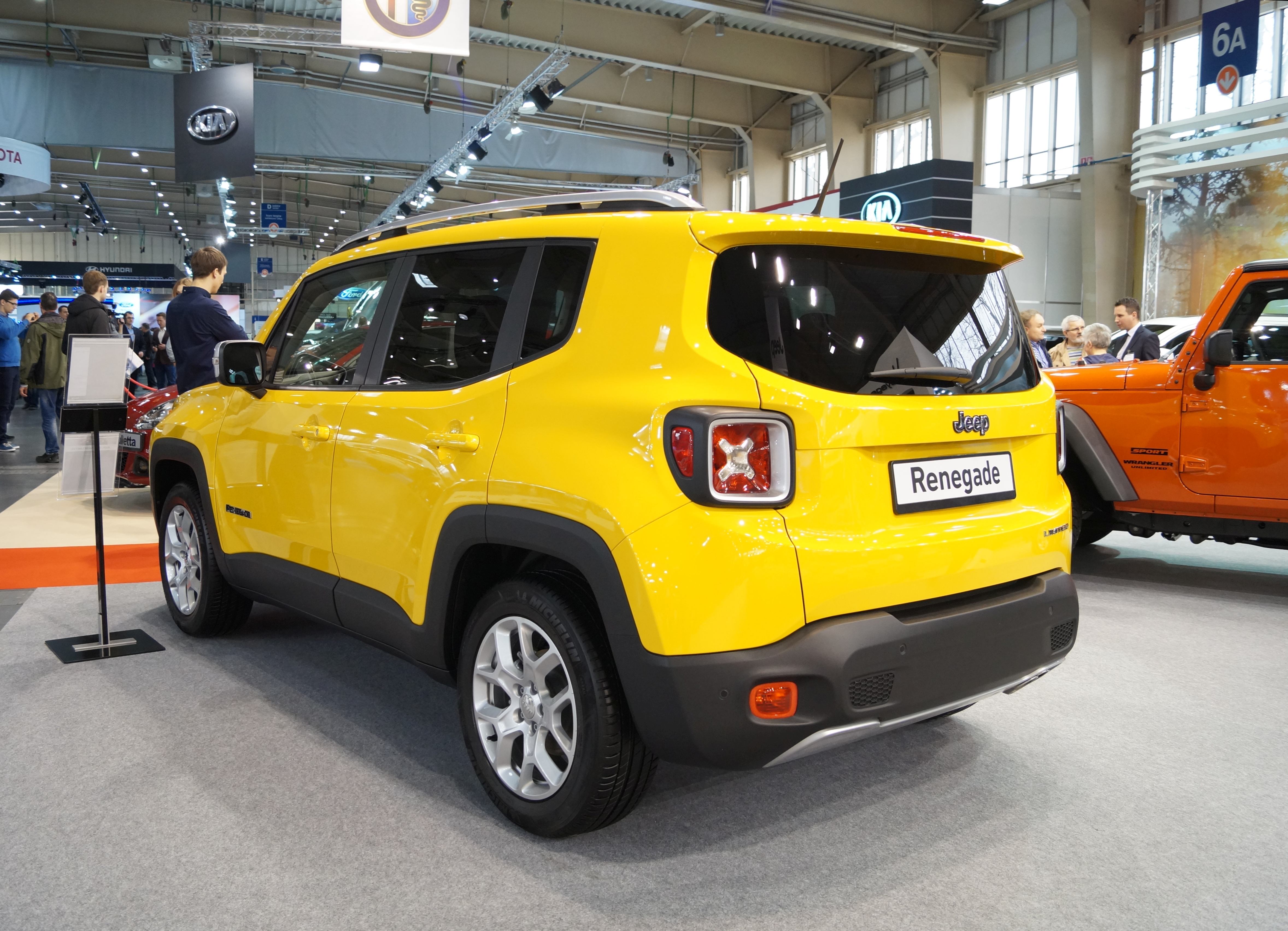
جيب رينيجيد
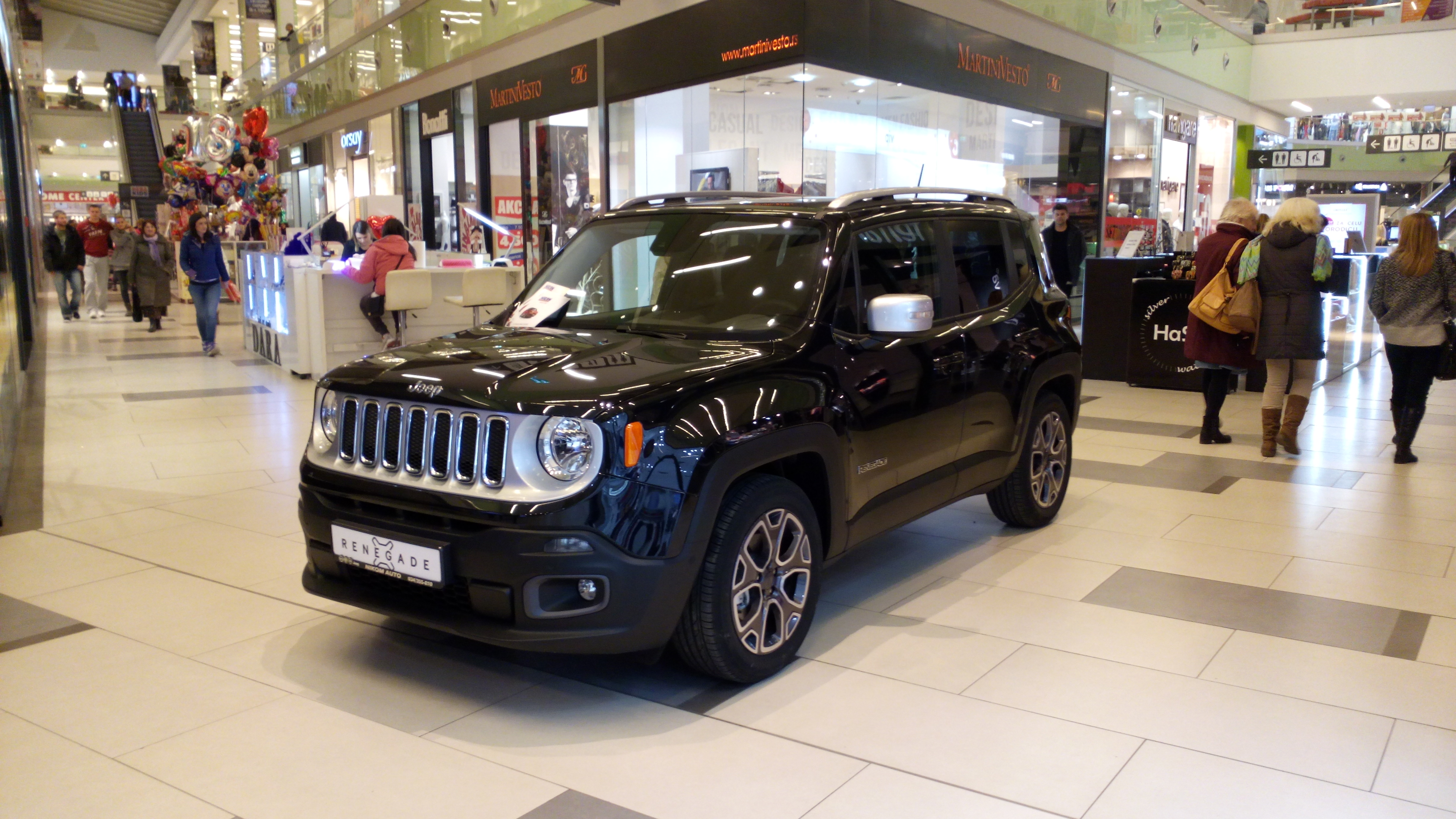
جيب رينيجيد
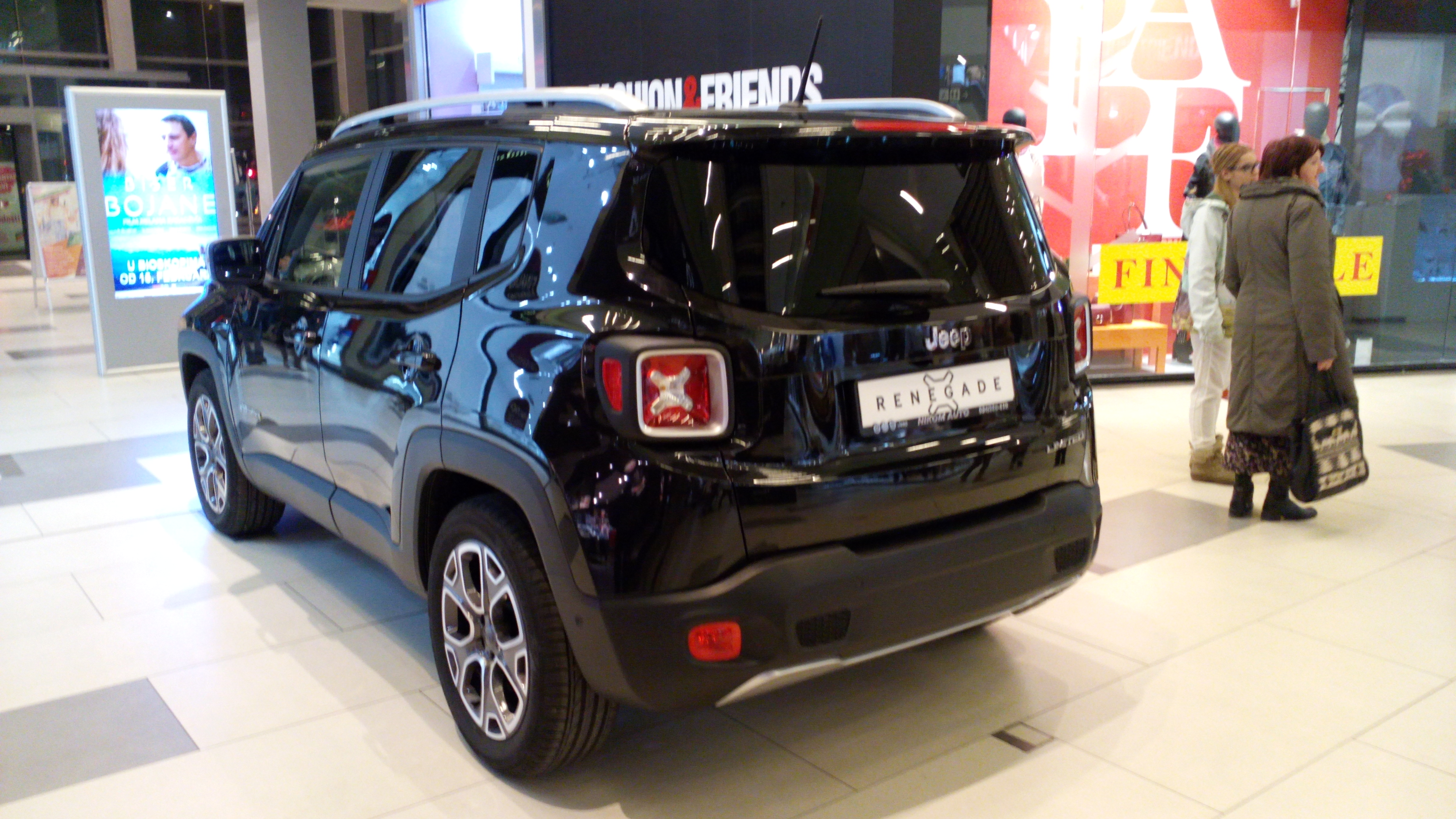
جيب رينيجيد
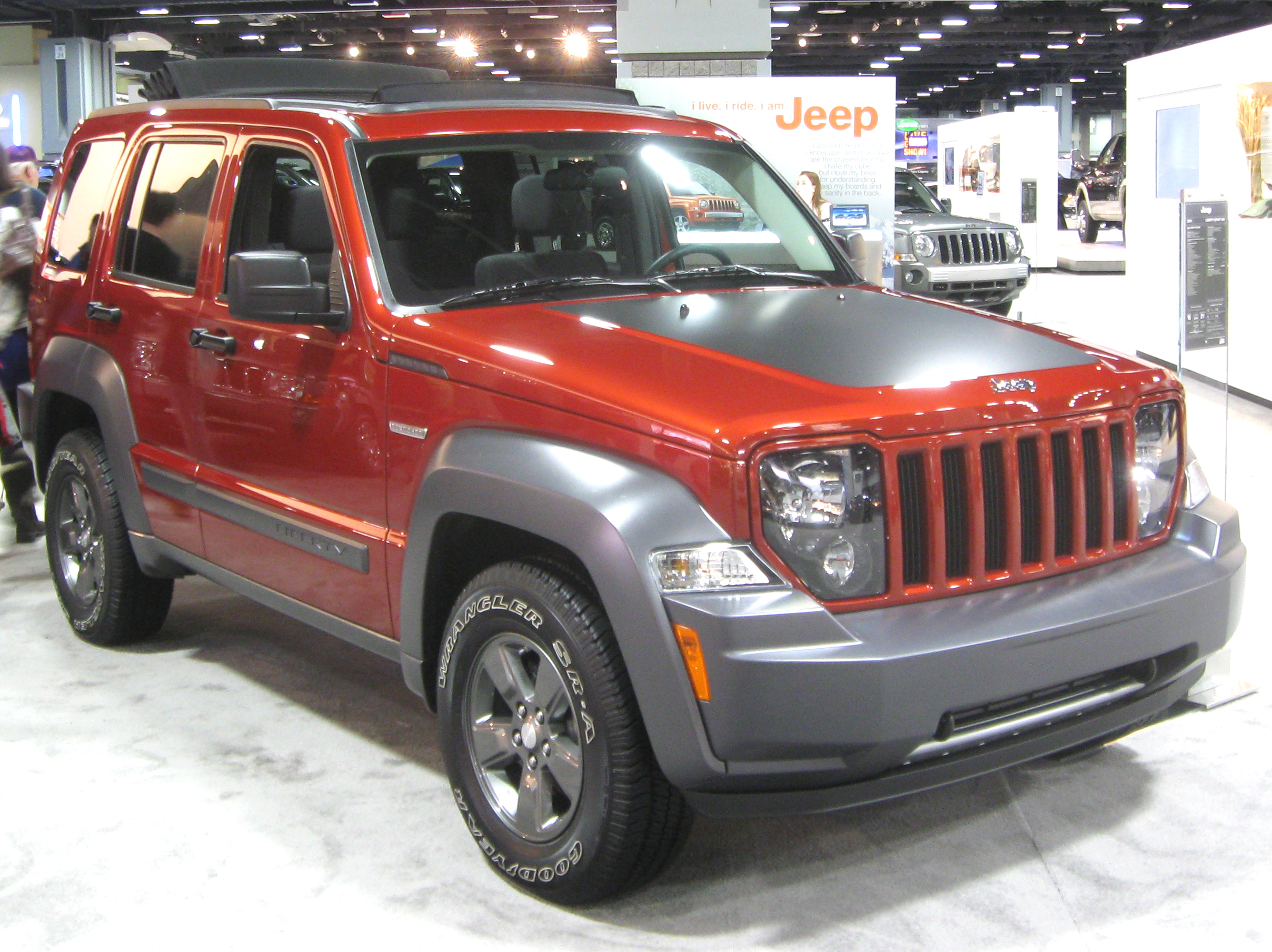
جيب ليبرتي رينيجيد 2010
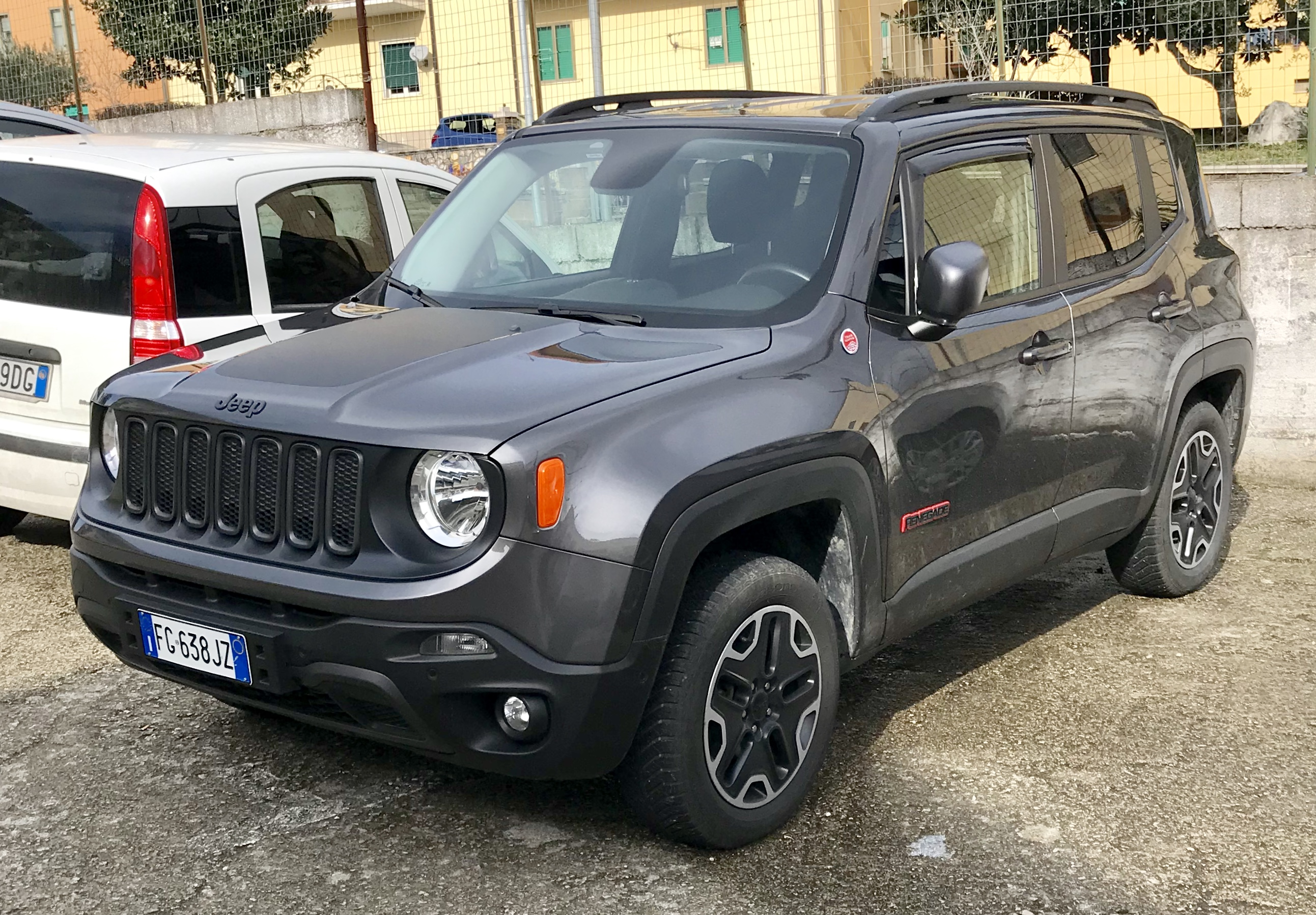
جيب رينيجيد تريل هوك 2016
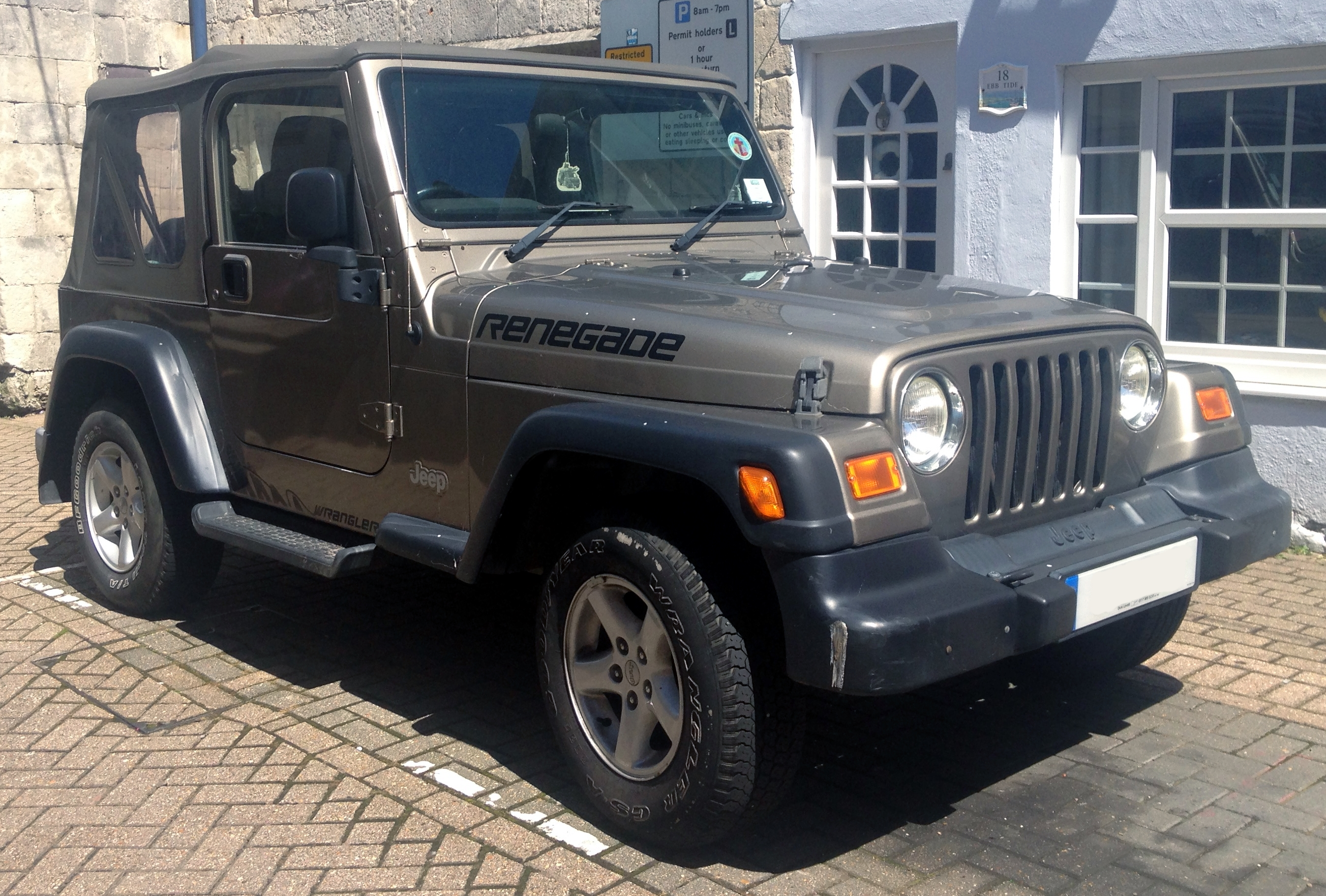
جيب رانغلر رينيجيد 2005
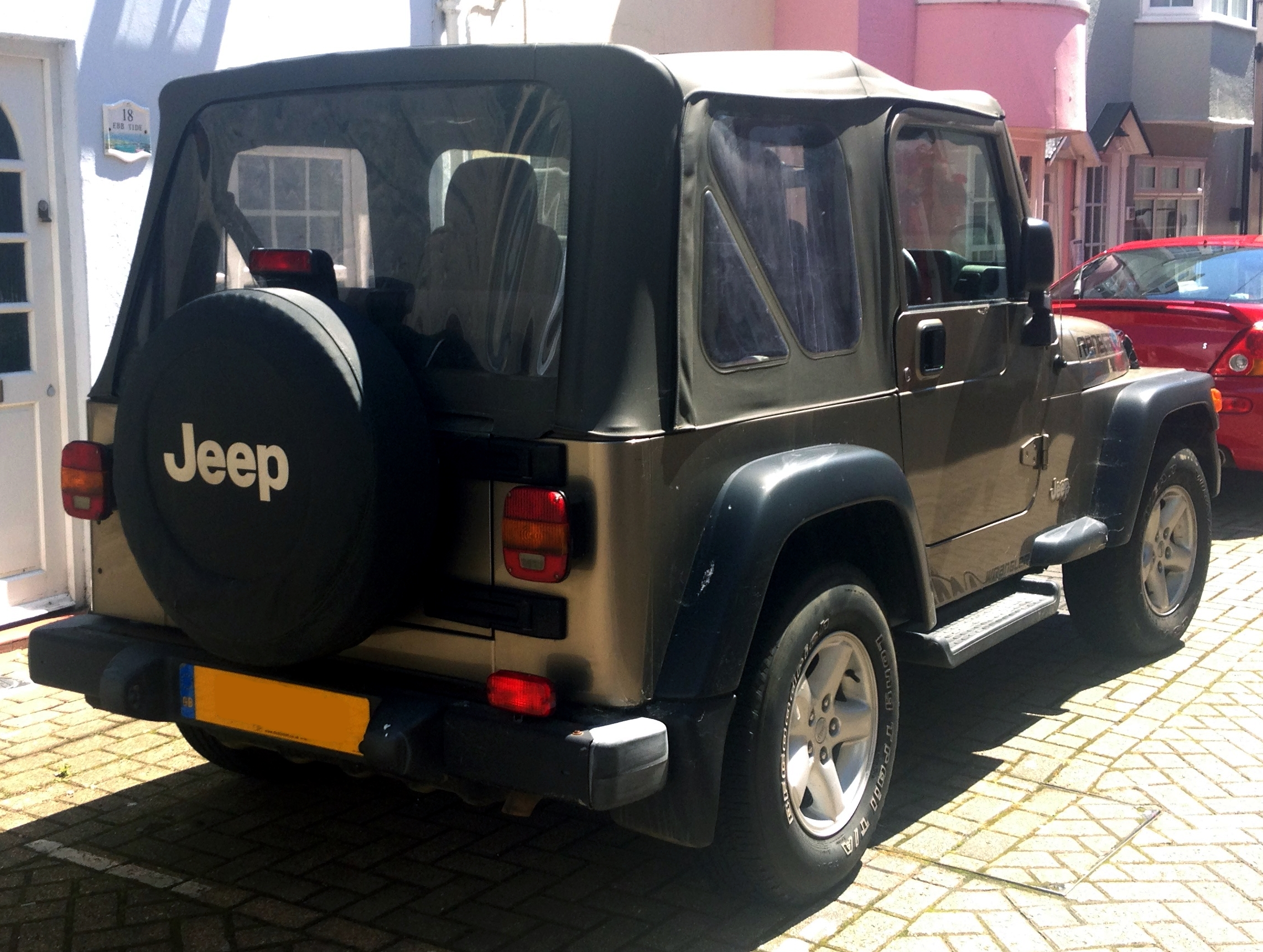
جيب رانغلر رينيجيد 2005
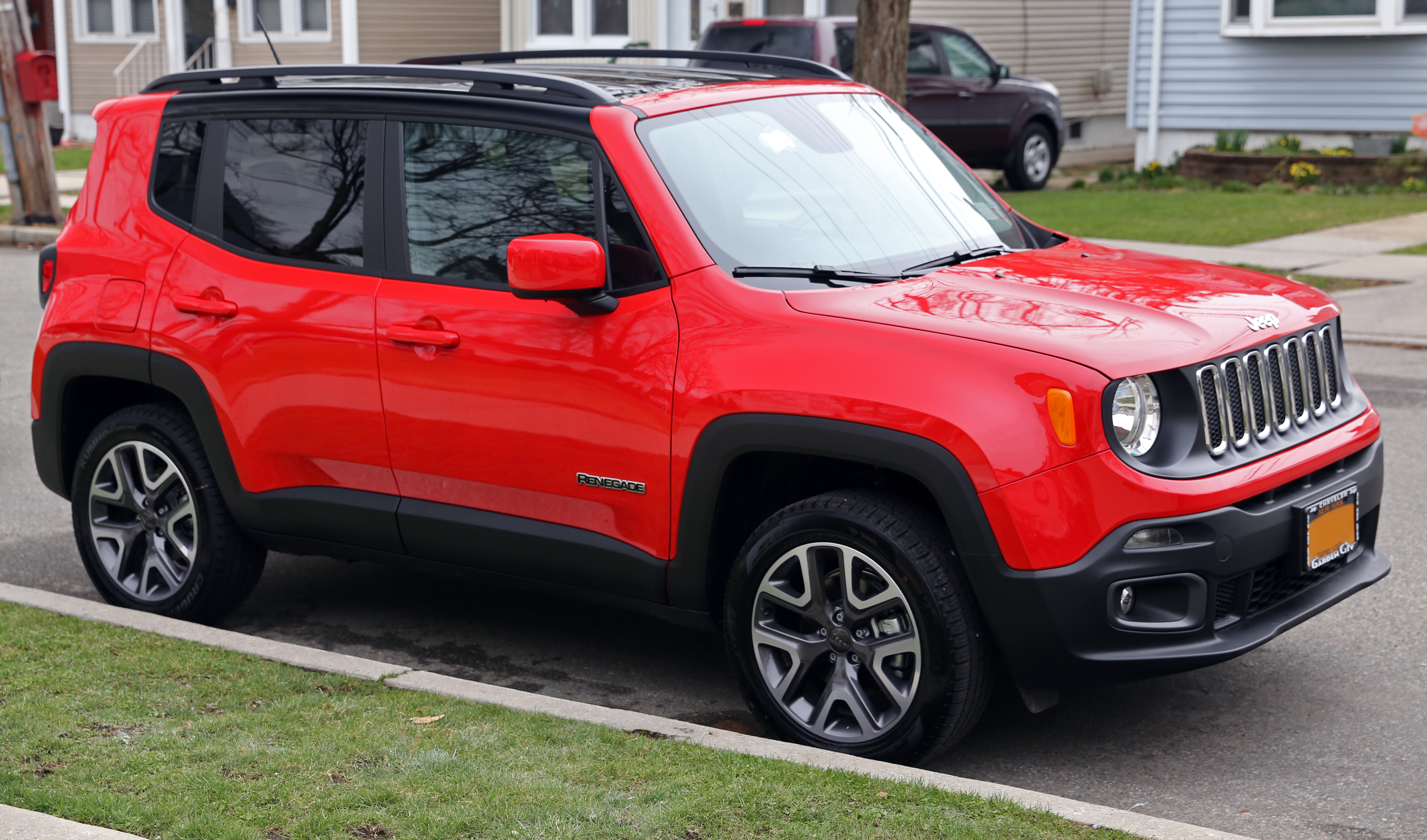
جيب رينيجيد 2015
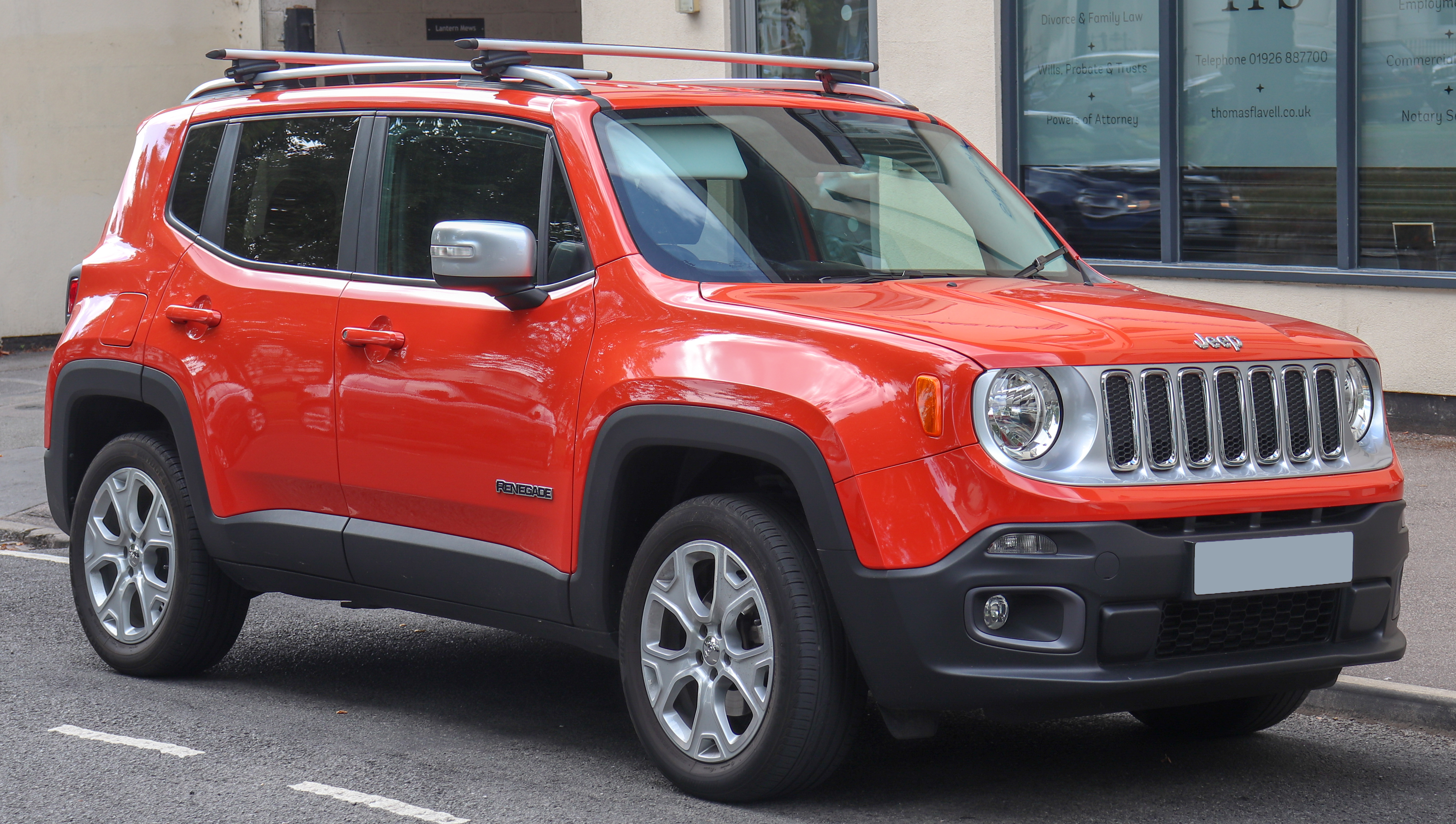
جيب رينيجيد ليميتد 2016
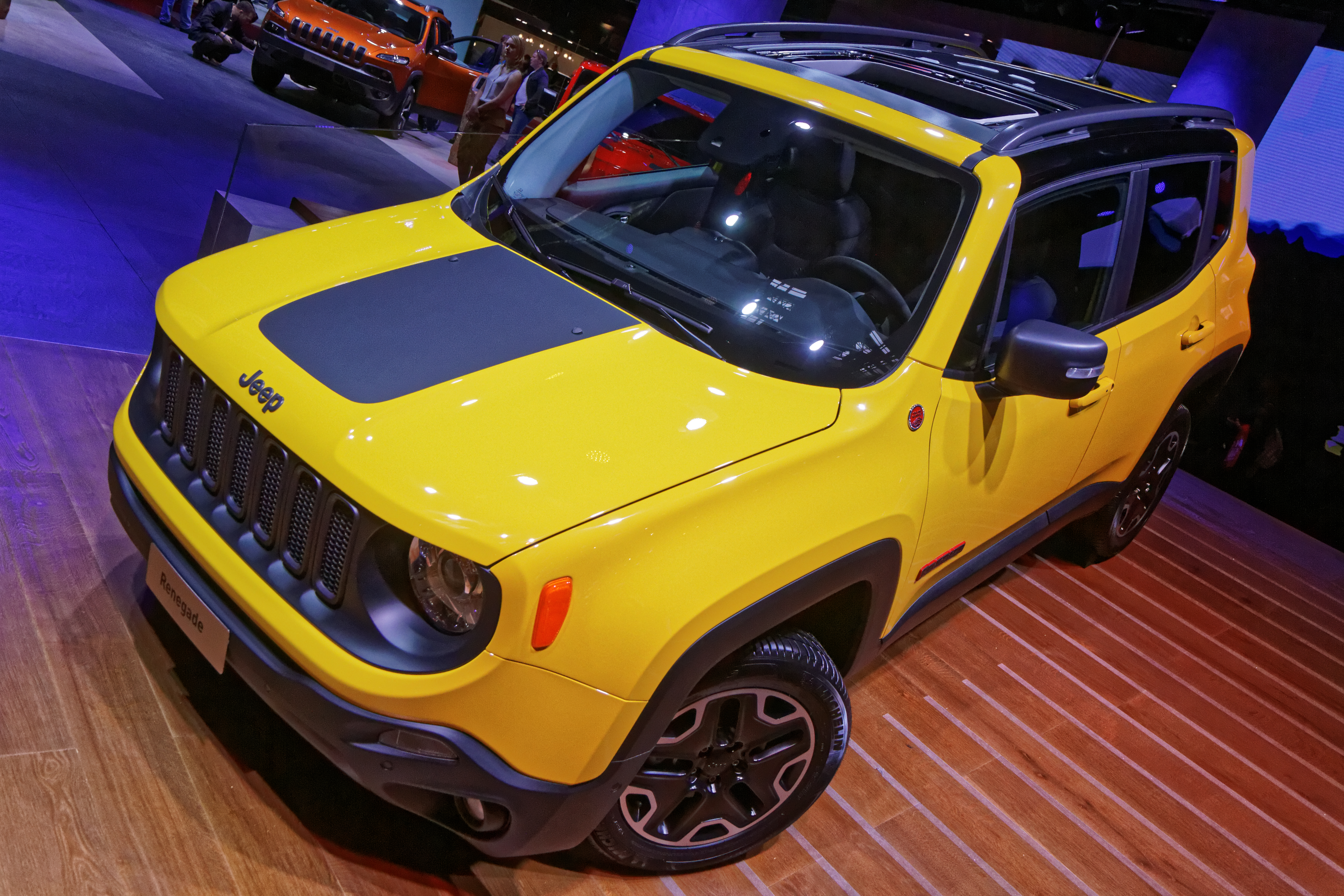
جيب رينيجيد 2014
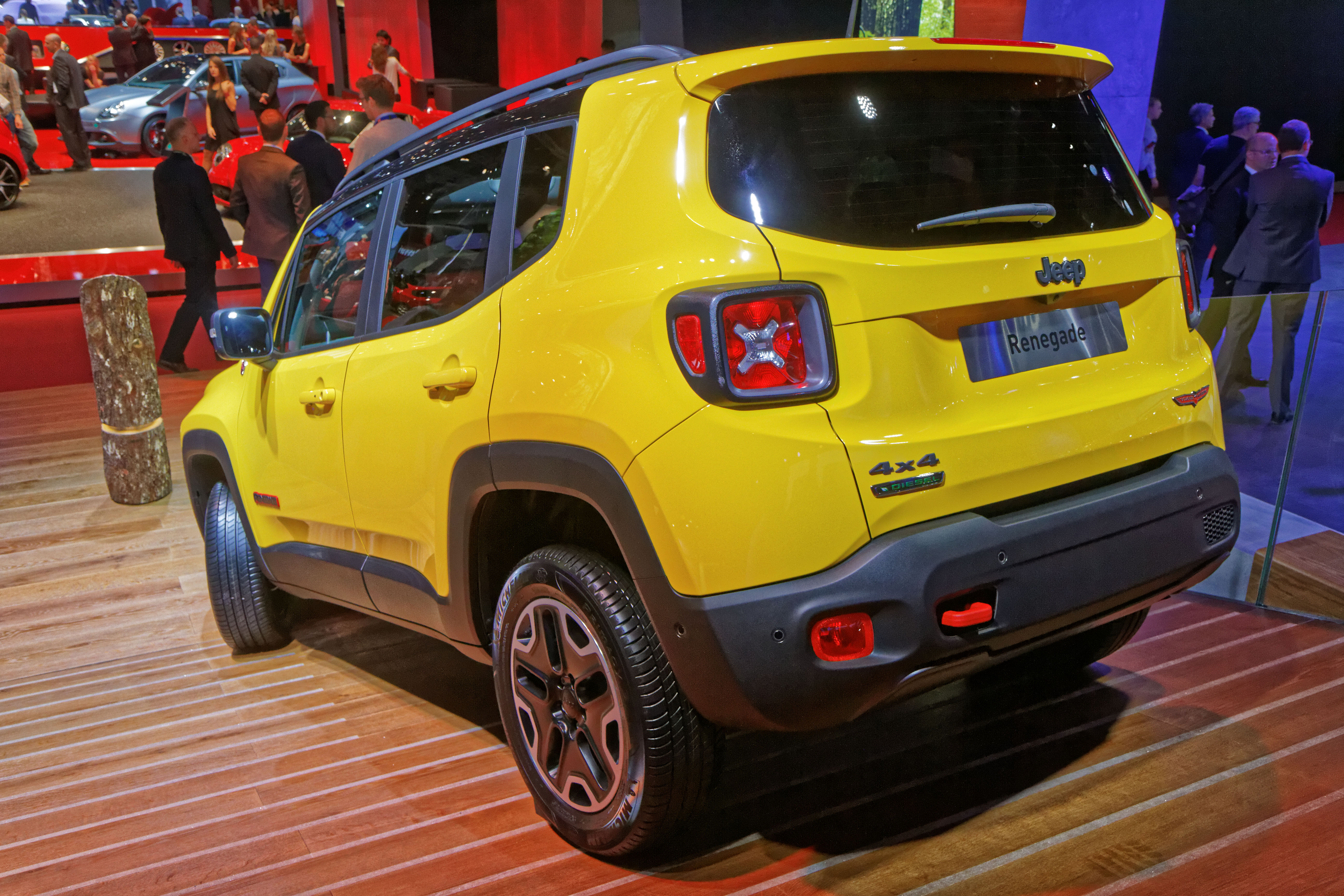
جيب رينيجيد 2014

## روابط خارجية
الموقع الرسمي (الولايات المتحدة)